# 성재기 (활동가)
성재기(成在基, 1967년 9월 11일 ~ 2013년 7월 26일)는 대한민국의 기업인, 사회운동가, 남성인권운동가이며 양성평등연대(구 남성연대)의 창립자였다. 2000년부터 2006년까지는 토마스맥플라이 부동산, 양대 나이트클럽 등을 운영하였다. 1999년 10월 군 가산점 폐지 운동과 그해 12월 위헌 판결, 폐지를 계기로 남성의 권리를 되찾겠다며 남성 운동을 시작하였으며 2012년 11월에 BJ로복(정지복)과 토크쇼를 시작하였다.
 2000년대 초 인터넷 논객으로 활동, 호주제, 군 가산점 부활 운동, 여성가족부 폐지 운동, 여성 할당제 폐지 운동, 게임 셧다운제 폐지 운동, 아동 및 청소년의 성 보호에 관한 법률개정안, 전면 철폐 운동 등을 추진하였다.
2006년 11월 26일 반페미니즘남성해방연대와 2007년 1월 4일에는 여성부 폐지 운동본부를 창설, 2007년 12월 대한민국 제17대 대통령 선거 직후에는 대통령직인수위원회를 통해 여성부 폐지 운동을 벌였다. 2008년 1월 28일 남성단체 남성연대를 창립하여, 상임대표를 역임했다. 그는 남녀 양성 평등한 사회가 되었는데도 여성은 무조건 약자, 여성은 일방적 피해자라는 이상한 편견과 고정관념이 사회에 만연함을 지적하였다. 또 그는 힘이 약한 남성, 부인에게 매맞는 남편, 취직하지 못한 남성, 남자 전업 가정주부 등에 대한 부당한 편견과 비난, 조롱을 중단할 것을 호소하였다. 2004년에는 호주제 폐지에 반대하였으며, 2008년 10월에는 조성민의 친권 반대 운동을 비판, 홀로 조성민의 친권을 옹호하였으나 실패하였다. 2010년 7월부터 2011년 11월까지는 아나운서 발언 파문으로 곤욕을 당한 강용석을 옹호하였다. 2013년 5월에는 윤창중에 대한 마녀사냥 중지를 촉구하였다. 2009년부터는 성폭행 허위 신고 피해자, 꽃뱀 피해자의 구제와 변호 활동을 주도했고, 2011년부터는 이혼 혹은 독신으로 혼자 아이를 키우는 남성인 싱글 대디 가사지원, 2013년 5월부터는 싱글 대디 반찬지원 운동을 주도하였다.
2013년 7월 26일 오후 3시 15분 서울 마포대교에서 한강에 투신 후 실종되었다가 사흘만인 7월 29일 오후 4시 10분에 서강대교 남단 근처 한강변에서 시신으로 발견되었다. 본관은 창녕(昌寧)이고, 자는 임성(臨聖), 호는 심헌(審軒) 또는 심헌(心軒)이다. 필명은 푸른 늑대, 똥발바스, 똥발, ssjjgg1985이다.

## 약력
- 대구 대륜중학교 졸업
- 대구 대륜고등학교 졸업
- 1993년 2월 영남대학교 상경대학 경제학과 졸업
- 1999년 10월 군 가산점 폐지가 계기가 되어 남성 운동에 투신[5]
- 2008년 1월 26일 남성시민단체 남성연대시절에 양성평등연대(구 남성연대) 창설, 양성평등연대(구 남성연대) 대표에 취임
- 2013년 7월 26일 오후 3시 19분 마포대교에서 투신하여 사망.[3]

## 생애

### 생애 초반
성재기는 경상북도 대구 동구에서 태어났다. 1982년 3월 대륜중학교를 졸업하고 대륜고등학교로 진학하였고, 1993년 2월 영남대학교 상경대학 경제학과를 졸업하였다.
그 뒤 대학원 진학을 계획하였으나 형편이 어려워 진학을 포기하고 1992년 회사원이 되었다. 대학 졸업 후 회사원 생활을 하다가, 보험회사 영업사원이 되기도 했다. 한때 개인 사업을 하기도 했다. 2006년 무렵에는 대구의 양대 나이트클럽이라고 할 수 있는 유명한 유흥업소를 운영했다. 자는 임성(臨聖), 호는 심헌(審軒) 또는 심헌(心軒)이다. PC통신과 인터넷에서의 필명은 푸른 늑대, 똥발바스, 똥발, ssjjgg1985 등이다.
그러던 중에 2000년대부터 남성 운동과 인권 운동에 본격 참여하였다. 그가 남성운동에 투신한 것은 1999년 군 가산점 폐지 때문이었다." 이후 그는 군 가산점 부활 운동과 군필자 보상 운동을 추진하였다. 1999년 10월 2일 한국 여성계의 군 가산점 폐지 운동에 반대, 그러나 10월 16일 모 여대생 6명과 장애인 남성 1명이 제출한 헌법소원에 반대하여 군 가산점 유지를 주장했다. 그러나 군가산점 폐지 헌소는 통과되어, 12월 23일 위헌판결을 받았다. 이후 그는 인터넷, 거리 홍보 등을 통해 군 가산점 부활 운동, 결혼비용 남녀 반반 부담 운동을 벌였다. 2000년 10월 26일부터는 대구광역시 동구 효목동에서 창업, 투자, 부동산 상담 회사인 토마스 맥플라이 창업투자 컨설팅 을 운영하였다. 그러나 남성 운동에 종사하게 되면서 2006년 11월 30일부로 회사와 사무실을 매각하였다.
2000년부터는 인터넷 포털 사이트에서 페미니즘 운동가들과 논쟁을 벌이기도 했다. 그는 2002년 대통령 선거 기간 중 인터넷에 여성부 폐지를 요구하는 글을 올리고, 각 후보자들에게 여성부 폐지를 제안하였다. 또한 군필자에 대한 각종 보상 정책의 추진을 건의하였다. 2005년 8월 여성 할당제 가 시행되자, 여성 할당제는 남녀 역차별이라며 여성 할당제 폐지 운동을 주도하기도 했다. 2005년 4월 7일에는 대구 지역의 친목 소모임인 '대구인맥을 만드는 CEO파티'에 가입하여 2006년 11월 28일 서울 상경 직전까지 회원으로 활동하였다.
2004년부터 호주제 폐지에 반대하는 운동을 시작했다. 그는 형식적으로 유지되는 제도라며 호주제 폐지에 반대했지만 호주제는 폐지되었다. 2005년 8월 여성 할당제가 시행되자, 여성 할당제는 남녀 역차별이라며 여성 할당제 폐지 운동을 주도하기도 했다. 2005년 4월 7일에는 대구 지역의 친목 소모임인 '대구인맥을 만드는 CEO파티'에 가입하여 2006년 11월 28일 서울 상경 직전까지 회원으로 활동하였다.

#### 학창 시절
1985년 3월 영남대학교에 입학, 대학 재학 중 현역병으로 복무하고 만기 전역하였다. 후일 그는 "당시에는 여학생들도 동기들이 군대간다고 하면 밤새도록 울어주고 '우리들 때문에 너희가 편안하다'고 하면 노고를 충분히 알아줬다"며 현역병 입영 당시 자신의 입영을 안타까워하던 당시 일부 여학생들의 일화를 소개하기도 했다. 1993년 2월 영남대학교 상경대학 경제학과를 졸업하였다.
건강이 좋지 않았던 그는 체력을 기르고자 일찍부터 격투기와 복싱을 했다. 훗날 남성연대의 회원인 김대형의 증언에 의하면 "평소에 (성 대표가) 격투기와 복싱을 즐겨 해 강인한 분이라는 인상을 받았다" 한다. 영남대학교 경제학과 2학년 재학 중 1987년에 입대하여 육군훈련소 수료 후, 철원군 육군 제3사단 백골부대에서 복무하다가, 1990년에 만기 전역하였다.
| “ | 저는 살면서 지금까지 진짜, 마흔 될 때까지 되게 이기적으로 살았거든요. 저만 알고. 저만 잘 먹고 잘 살면 된다고 그렇게 생각하고. 내 동네 내 고장에서는 내가 최고다 하고 그렇게 살았어요. | ” |

그 뒤 대학원 진학을 계획하였으나 형편이 어려워 대학원 진학을 포기하고 1992년 회사원이 되었다. 대학 졸업 후 회사원 생활을 하다가, 보험회사 영업사원이 되기도 했다. 한때 개인 사업을 하기도 했다. 2006년 무렵에는 대구의 양대 나이트클럽이라고 할 수 있는 유명한 유흥업소를 운영했다 한다.
1998년 10월 2일 군 가산점 폐지를 주장하는 익명의 글이 인터넷 커뮤니티와 조선 중앙 동아 문화일보 한겨레 등의 댓글과 각 포털 메인에 등장하자 성재기는 병역으로 소비되는 남자의 시간 2년은 무엇으로 보상하는가, 군 가산점 폐지 이전에 병역에 대한 보상을 보장하라며 반론을 제기했다.
1998년 10월 19일 7급 공무원 시험에 불합격한 이화여대생 6명과 연세대 남학생 1명이 군 가산점 폐지를 주장했다. 성재기는 계속 이들의 주장에 반박하는 글을 올렸지만 외면당했다. 어떤 이유에서 거절당했는지 여부는 알 수 없다. 그의 주장은 언론에 보도되지 않았다. 1999년 10월 2일 군 가산점은 병역으로 학업, 권리를 제한당하는 남성에게 거의 유일하다시피 한 보상책인데 없애려 한다고 항의글을 다음 넷, 네이버, 조선일보, 중앙일보, 한겨레 등의 게시판, 댓글을 썼다. 1999년 12월 23일 헌법재판소를 찾아갔으나 들어가지 못했다. 그날 군필자 가산점 제도가 재판관 전원 위헌 판결이 내려지자, 그는 이 판결은 졸속 판결, 국민 동의 없는 부당한 판결이라며 서울시청 광장에서 외쳤다. 이후 그는 본격적으로 시민단체 조직 준비 운동과 인터넷 활동을 시작했다.

### 남성 인권 운동에 투신

#### 논객 활동, 남성 인권 운동에 참여
2000년대 초 그는 네이버와 다음, 네이트, 야후코리아 등 포털 사이트와 인터넷에 글을 기고하며 여성 단체는 수십여개에 달하는데 왜 남성 단체는 없느냐며 남자들 스스로 자기 권리를 찾아 나서야 된다고 호소하였다. 그러나 그의 주장에 조소와 야유가 돌아왔다. 2002년 12월 24일 대통령직 인수위원회를 찾아가 여성부 폐지를 촉구하는 시위를 하였다. 이후 포털과 인터넷의 논객으로 활동하며 여성주의자들과 논쟁을 벌였다. 2004년부터 2005년 1월에는 호주 제도 폐지에 반대하였다. 남성의 유일한 권리인 친자 확인 권한을 없애는 것은 남성성에 대한 침해라며 그는 호주제 폐지를 반대하였으나 외면당하였다. 그는 호주제 폐지에 지지를 보내던 한지환, 정채기 등을 비판하였다. 2006년 1월 2일 그는 여성부, 여성계와의 전면전, 투쟁을 선언하고 건립준비위원회 청년동맹을 조직하였다.
군 가산점 폐지 이후 그는 정채기 등과 군 가산점 부활운동에 참여했으며, 병역에 대한 보상을 요구했다. 그의 방송 출연 요청, 인터뷰 요청은 각 방송사, 언론사로부터 거절당했다. 2006년 초부터 각 카페, 블로그, 다음 아고라, 조선일보, 중앙일보 디지털국회, 동아일보, 한토마 한겨레신문의 독자 게시판, 오마이뉴스, 미즈넷 등을 돌아다니며 남성 운동 단체 창립과 참여를 호소, 홍보하였다.
2006년 11월 26일 서울특별시청 광장에서 반페미니즘남성해방연대를 창립하고 2007년 1월 4일 여성부 폐지 운동본부(女性部廢止運動本部)를 창립하여 활동했다. 이후 자금을 마련, 일부 모금한 후원금과 함께 2008년 1월 24일 서울특별시 강남구 삼성동 142-3 엘지에클라트 B동 324호에 사무실을 마련하였다. 또한 그는 전원책 팬카페에도 참여하여 활동하였으나, 2009년 1월 5일부로 탈퇴하고 전원책에 대한 지지를 철회하였다.
2007년 12월 대한민국 제17대 대통령 선거에서 이명박 후보가 대통령으로 당선한 이후 대통령직인수위원회에 여성부 폐지를 강력 촉구하였다. 대통령직인수위원회를 통해 당시 여성부 폐지 운동을 벌였다. 2007년 12월 19일 대통령직 인수위원회의 인터넷 홈페이지에 여성부 폐지를 촉구하는 글을 올린 뒤, 계속해서 여성부 폐지를 촉구하는 글을 올렸으며 서울 대통령직 인수위원회에 정식으로 여성부 폐지를 촉구하는 서한을 보냈다. 남녀 평등이 상당부분 진행된 상태에서 남성들은 군 복무를 하느라 제약을 받지만, 그에 대한 보상은 전혀 없다는 점, 일부 병역 미필자와 면제자들이 군필자 보상을 반대하고 방해하는 점을 호소하였다. 이후 그는 2008년 2월 이명박 대통령 취임 전까지 여성부 폐지를 요구하는 1인 시위를 하였으며, 이후에도 이명박 정부를 상대로 여성부를 폐지해줄 것을 촉구하는 서한과 탄원서를 제출하였다.
그는 여성으로부터 비롯된 남성 역차별을 강하게 성토해왔다. 방송이나 트위터 등 공개적인 자리에서도 이를 공공연히 주장하였다. 2011년부터는 아동청소년법과 청소년보호법, 게임 셧다운제 등을 반대하는 활동을 하였다. 그밖에 그는 장애인 차별, 편견을 반대하였고, 동성애는 하나의 취향이며, 동성애자, 장애인이라는 이유로 차별하는 것을 반대하였다. 그는 남성도 약자의 처지에 몰릴 수 있다며, 여성은 무조건 약자라는 시각은 편견이라 지적했다. 그는 또 남성들이 결혼, 연애에 집착하지 말고, 가정에서 벗어날 것, 책임감과 의무를 포기할 것을 주장하며 남성 해방론을 제창하였다. 그는 남성이 연애와 결혼에 집착하고, 가정에서 벗어나지 못한다면 남성은 영원히 여성의 노예로 종속될 것이라 역설하였다.

#### 남성단체 준비 과정
2007년 1월 2일 정부종합청사를 찾아갔다가 쫒겨났다. 그는 남성도 사회적으로 약자의 처지에 몰릴 수 있다며, 여성은 무조건 약자라는 시각은 몰지각한 편견이라 지적했다. 가령 공무원인 여성, 교사, 공기업인 여성들과 노동자 남성, 서민 남성 중 누가 더 사회적, 경제적 약자인가 하는 점과 상류층의 딸, 며느리들과 서민의 아들들 중 누가 더 법을 쉽게 알 수 있고, 법의 구제를 쉽게 받을수 있느냐며 의문을 제기했다. 그는 또 2008년 5월 21일 부부의 날 때, 남성들이 결혼, 연애에 집착하지 말고, 가정에서 벗어날 것을 주장하며 남성 해방론을 제창하였다. 그는 남성들이 결혼과 연애에 집착하고 목을 맨다면 영원히 여성과 어린아이, 노인들의 종, 노예로 머무를 것이라며, 남성도 결혼과 연애에서 벗어나고, 가정에서 벗어날 것을 주장했다. 그는 부당한 대우와 폭행을 당한다면 거침없이 벗어날 것을 주장했다. 그리하여 그는 2008년 5월 21일부터 매맞는 남편에 대한 전화상담을 시작하였다. 그는 남성이 연애와 결혼에 집착하고, 가정의 울타리에서 벗어나지 못한다면 남성은 영원히 여성의 노예로 종속될 것이라 역설하였다. 성재기는 여성과 어린이, 노인의 노예로 살 것인가, 자유로운 영혼을 지닌 한 사람의 인간, 우주로 거듭날 것인가를 남자들이 스스로 선택할 때가 되었다고 덧붙였다. 그의 남성 해방론에 대해 정채기 등은 급진적이라며 비판하였다.
남성연대 창립 직전 그는 여당과 야당 일부 정치인들의 선거 운동도 도와주고, 그들에게 선물과 차비도 대주고 했다. 그런데 그들이 남성연대 창립에 아무런 도움을 주지 않자 분개했고, 후일 2013년 1월의 딴지일보와의 인터뷰에서 이를 밝혔다.
| “ | 3월 말에 내가 찾아갔어요. 좀 심한거 아니냐고. 그 양반들(을) 내가 3년 동안 온라인에 있으면서 많이 도와줬거든요. 고향에 오면 데리고 나가 밥 사주고 차표 끊어주고 선물 보내주고 생일 때마다 여... 내가 많이 했습니다. 어디 선거 나간다 하면 어디 해주고 했는데 그 사람들이 다 보수 사람들이란 말입니다. 근데 내가 (2008년) 3월 말까지 아무 그게 없더라고. 그래서 내가 가서 그랬어. 섭섭하다 이거 좀 심한거 아니냐. 그러니까 나한테 하는 말이 뭔 줄 압니까. “남성연대는 가십거리 밖에 안 된다.”고 그러더라고. | ” |

꾸준히 후원했던 한나라당, 민주당의 각 정치인들 및 일부 인사에게서“남성연대는 가십거리 밖에 안 된다.”라는 말들을 듣자 성재기는 분개, 이후 이들 정치인들에 대한 후원을 끊어버렸다.
| “ | 그래서 내가 그랬어요. “말 잘못했다, 당신. 좌우여야가 결국 목적은 사람 아니냐. 그런데 남자하고 여자하고 서로 조화롭게 잘 살자는게 가십거리면 좌우여야도 다 가십거리 아니냐. 할말 못 하더라고요. 그래서 내가 인연 다 끊었죠. 그쪽하고. 지금 내가 입 뻥긋하면 그 사람들 인격적으로 굉장히 눕힐 사람 여럿 됩니다. 아니 진짜 살살살 다 발라버릴거에요 내가. | ” |

훗날 그는 2013년 1월 딴지일보와의 인터뷰에서 '말 잘못했다, 당신. 좌우여야가 결국 목적은 사람 아니냐. 그런데 남자하고 여자하고 서로 조화롭게 잘 살자는게 가십거리면 좌우여야도 다 가십거리 아니냐. 할말 못 하더라고요. 그래서 내가 인연 다 끊었죠.'라며 그동안 후원하던 일부 정치인들에 대한 지원, 인연을 끊은 계기를 설명하며 분노를 드러내기도 했다.

#### 남성연대 창립
2008년 1월 26일 서울특별시 강남구 삼성동에서 남성시민단체 남성연대(男性連帶)를 창설하고 상임대표가 되었다.
| “ | 직접적인 계기는 1999년 군가산제 폐지 때문이었다. 우리 모두는 국가라는 공동체에 살고 있는데, 남자들이 병역의무를 지면서 싸우고 있으면 여성들은 치마에 돌이라도 싸다가 날라 오는게 함께 살아가는 남녀의 조화로움이라고 생각한다. 그럼에도 군 가산제 폐지에 앞장섰던 여성가족부와 여성단체들은 이 같은 최소한의 이타성 마저 없다고 분노한게 남성연대를 만들게 된 그 직접적 계기였다. | ” |

그는 여성들의 이기심과 철없는 태도에 수많은 남자들이 신음한다며, 18세가 넘은 성인 여성이 왜 남자들에게 얻어먹기만 하느냐, 여자가 커피 한잔 사 줄 정도의 아량은 없느냐고 지적했다. 그는 남성연대 창립 초기에 '부르주아의 이성으로 프로레타리아의 심장으로' 라는 구호를 내걸었다.
| “ | 처음에 우리가 '부르주아의 이성으로 프로레타리아의 심장으로' 이런 얘기를 어젠다처럼 내놓으니까. 이걸 젊은이들은 처음 들어봤거든요. 10대 20대들은 ‘저거 말도 안되는 바보다. 무식하다.’ 이러더라구요. 그러니까 어느 쪽에서 치우치지 않고 어느 쪽에도 빚도 없고 천착하지 않는다는 뜻인데. | ” |

개인사업을 하다 남성연대를 만들어 '운동'을 하면서 아내도 많은 반대를 했다. 그는 "하던 사업을 접고 현재는 남성연대에 집중하는 바람에 생활적인 부분은 아내에게 맡기고 있다"며 "10년 이상의 결혼생활 동안 크게 다툰 일 없이 잘 살았는 데. 대표를 맡은 이후로는 의견차를 보이면서 많이 싸웠다"고 말했다. 그는 남자는 이래야 된다는 생각이 남자들에 대한 부당한 폭력이라고 지적했다. 남자는 울면 안 된다, 남자는 눈물 흘리면 안 된다, 남자는 이래야 된다는 것이 남자들에 대한 폭력이라 주장하였다. 초기에 그는 똥발바스, 똥발 등의 필명을 쓰다가 2007년부터는 인터넷에서 실명 혹은 푸른 늑대라는 필명을 사용하였다.

### 여성부 폐지 활동
2001년 10월 군 가산점 폐지 이후 성재기는 군 가산점 부활 운동과 함께 본격적으로 여성부 폐지 운동에 돌입하였다. 2002년 12월 19일부터 2003년 2월 25일까지 대통령직 인수위원회에 여성부 폐지를 촉구하는 글을 올리고 여성부 폐지를 건의했지만 묵살당했다. 2004년부터 2005년 3월까지는 호주제 폐지의 부당성을 주장하며 인터넷에서 논객으로 여성운동가들과 논쟁을 벌였다. 2005년 3월 2일 호주제 폐지가 확정되자 여성부가 가족 제도의 근간을 뒤흔든가며 규탄하였다.
2007년 12월 19일 이명박 대통령이 당선되자 서울 대통령직 인수위원회에 여성부 폐지를 건의하였고, 이때 일부 네티즌이 그의 여성부 폐지 요청을 격려하였다. 성재기에 의하면 "2007년 12월 이명박 대통령이 대한민국의 대통령에 당선된 이후 대통령직 인수위원회 인터넷 게시판에 네티즌들이 여성부 폐지운동을 벌였다"며 "나를 비롯해 게시판에 글을 수백 개씩 올리며 여론을 리드하는 사람이 2~3명 정도 있었다"고 한다. 이어 그는 2007년 12월 19일부터 2008년 2월 24일까지 매일 서울 대통령직 인수위원회 입구 앞에서 피켓과 너까래 등을 들고 1인 시위를 벌이기도 했다. 이후 그는 각종 시위와 인터넷 활동 등을 통해 남녀 역차별에 대한 비판과 남성부는 존재하지 않는데 여성부만 존재하는 것, 군 가산점 폐지 이후 보상방안이 없는 것 등에 대해 지적, 비판해왔다.
언론 인터뷰에서 그는 "여성부 무용론에 공감하는 목소리가 높아지면서 여성부 폐지가 국민 제안 1위로 떠오른 것으로 알고 있다"며 "많은 기대를 하고 희망을 가졌지만 '유야무야' 그냥 넘어가면서 '이렇게는 안되겠다 싶은 마음'에 뜻을 모아 온라인에서 논의를 시작해 3년 준비기간을 거쳐 출범했다"고 말했다. 개인적으로 대표를 맡은 계기는 군 가산점 폐지 문제 때문이라 한다. 성재기는 "1980년대 군대를 갔다왔는데, 힘들었지만 군가산점 폐지가 논란이 되지 않았다"며 "당시에는 여학생들도 동기들이 군대간다고 하면 밤새도록 울어주고 '우리들 때문에 너희가 편안하다'고 하면 노고를 충분히 알아줬다"고 한탄했다. 훗날 언론과의 인터뷰에서 성재기는 이에 따라 남성에 대한 사회적 문제 의식에 눈을 떠 시민 단체를 만들어 소외받고 힘든 남성들에게 힘이 될 수 있을 것이라는 판단에 대표를 맡았다고 그는 밝혔다.
무속인 권모씨 등으로부터 성폭행을 당했다는 이유로 2006년 3월 경희대학교 국문학과 서정범 명예교수가 피소되었다. 그러나 소송 8개월 만에 허위 사실로 드러났다. 2008년 1월 2일에는 호주제가 폐지되자 여성부를 찾아가 항의하였다. 2009년 7월 16일 서정범 교수 사망 직후 그의 빈소에 참석하였다. 그는 서정범 교수에게 해명의 기회도 주지 않고 비판을 가한 학생회와 교수직을 박탈했던 학교에 대해 그들이 서정범 교수를 죽음으로 몰고 갔다고 비판하였다. 3월 4일 남성연대의 후원 조직인 청년동맹 푸른늑대를 결성하였다. 2008년 3월 9일 대구역 근처에서 청년동맹 푸른늑대회 대구/경북지역 공개 집회에 참석하였다. 초창기 서울 강남구와 고향인 대구에 모임 사무실을 개설하였다.

### 남성 차별 저항 운동
2008년 11월 3일 남성연대의 후원 조직인 청년동맹협의회를 결성하였다. 2009년 11월 12일 KBS2 TV의 미녀들의 수다 프로그램에서 모 여성 출연자가 키작은 남자를 루저남이라고 하는 방송에 대해 남자들을 심하게 비하한다는 점을 들어 비판하였다. 그는 키가 작고 싶어서 작게 태어난 것이 아니라며 우리 사회에 키 작은 남자, 루저남을 낳은 사람은 누구냐며 되물었다. 그는 각종 '남성 차별'에 대한 법정투쟁, 광고 불매 운동을 추진했다. 영화 '너는 펫'이 남성을 비하했다며 상영금지 가처분 소송을 냈고, 2010년 한 음료회사가 '날은 더운데 남친은 차도 없네'라는 광고 카피에 항의, 결국 광고를 철회시켰다.
2008년 1월 26일 그는 '남자도 사람이다. 누군가의 남편이고, 아버지이고 아들이기 이전에 남자도 한 사람의 인간이다.', '누군가의 아들이기 이전에 한사람의 남자다, 남편이고 아버지이기 이전에 한 사람의 남자이다.', '남자도 아프고 고통스러우며, 눈물 흘리고 싶다.'라고 주장했다. 그리고 남성 해방론을 역설하였다. 이후 그는 ‘군 가산점 폐지’,‘공무원 여성 할당제’ 등을 반대하였다. 또 그는 공무원 여성 할당제, 여성 의무 할당제는 역차별이라고 주장하였다. 군 가산점도 폐지되고 군 필자에 대한 보상도 없으면서 여성에게 의무 할당을 하는 것은 남자들에 대한 하나의 역차별이라며 반대하였다. 2012년 7월 7일과 7월 28일에는 제천여성도서관 항의시위를 개최하여 화제가 되었다. "도서관 측은 세계 유일 여성도서관이라며 자랑하지만 왜 같이 세금을 내고 여성만 이용하고 남자는 버스 타고 다른 곳을 전전해야 합니까." 그는 "이제는 여자들이 남자들 형편을 돌아봐야 한다"며 "북유럽 전문가들은 남녀평등이란 말 대신 인간평등이라고 한다. 우리 여성계도 책임을 느껴야 한다"고 했다. 그는 강연과 거리 집회를 통해 양성 평등을 빌미로 군 복무에 대한 자긍심, 자부심을 박탈하고 국가 안보를 위기로 몰고 가고 있다고 여성계를 성토했고, 국가 안보 이전에 남자들의 희생을 너무 하찮게 여기는 것은 문제있는 태도라고 거듭 지적했다.
한편 그는 부당한 인신공격에 시달림당하기도 했다. '돈키호테' 심지어 '똘아이' 같다는 소리도 듣는다. 하지만 아랑곳 않는다. "남성 중 누군가 해야 할 일을 행동으로 옮기는 것일 뿐이다. 산하 온라인 카페가 10여개에 회원들이 8만3000여명이 넘고 여성도 있다"고 했다. 그는 남성이 병역에 복무하는 2~3년의 시간에 대한 사회적인 배려와 보상이 필요하다며 군 가산점을 포함한 군 필자에 대한 보상, 병사들의 처우 개선을 촉구하였다. 2010년 3월 27일 소설가 이문열의 팬클럽인 '이문열 팬카페 사색(思索)'을 조직하고 대표로 활동하였다.

### 남성 인권 보호 운동
남성연대 대표로 있는 동안 게이나 무직자, 싱글대디 등에게 일자리와 밥을 제공하는 등의 노력도 기울였다. 성재기는 집에서 쫓겨나 오갈데 없는 미취직 청년층과 노숙자들에게 남성연대 숙소와 자신의 오피스텔에서 함께 숙식을 허용하게 하고 일자리를 주선해 주었다. 도한 가족에게 커밍아웃한 뒤 쫓겨난 게이 청년들과 트랜스젠더 청년들을 안타깝게 여기고 이들에게도 남성연대 숙소와 자신의 오피스텔을 공개하여 함께 생활하였으며, 회원들에게 게이, 트랜스젠더라는 이유로 먼저 미워하거나 구박하지 말라고 강조하였다.
그런 주장이나 소신을 간간히 방송을 통해 전달하기도 했다.
2012년 건국대 교수 정채기는 이혼은 잘못된 것이며 자녀들 문제, 사회적 폐해와 손실이라고 지적했다. 성재기는 바로 반론을 제기, 이혼은 당연한 권리라고 응수했다. 성재기는 결혼, 가정의 이름으로 남자들을 구속하고 속박하는 것은 잘못이라며, 이혼은 밥먹듯, 떡먹듯이 하고 싶으면 언제든지 할 수 있어야 한다고 주장했다. 정채기는 "애초 남녀가 교제할 때 그렇게 ‘영원’의 이름으로 죽고 못 살 것 같이 하였던 언약과 행위들은 무엇이며, 수많은 하객들을 증인으로 검은 머리가 파뿌리 되도록 사랑하리라 맹세해 놓고, 그렇게 철 천지 원수 같이 갈라서는 까닭은 도대체 무엇인가? 그럴 바에는 당초 공개적인 맹세와 약속을 하지나 말든지, 아무리 남녀간의 사랑의 화학반응식 유효기간이 3년 전후, 아니 이제는 그보다 더 짧다는 긍정이나 부정도 곤란한 보고가 있기로서니 이건 너무하지 않은가? 당사자들이야 그렇다 쳐도, 그 와중에 이러지도 저러지도 못하는 자녀들은 무슨 봉변인가! 그리고 사회적인 폐해와 손실 등은 또 얼마인가?"라고 하였다. 성재기는 무조건 가정을 지키고, 가족, 가정의 울타리 안에서만 안식을 느낄 필요는 없다고 반박했다. 반드시 가정을 지켜야 될 의무는 없다고 주장했다. 성재기는 남자들도 가정, 가족에서 벗어나고, 의무와 책임감의 굴레에서 벗어나 한 사람의 인간, 자유인으로 거듭나야 한다고 역설하였다.
정채기는 아름답게 영원할 것이라 여겼던 부부와 가족 관계의 파괴에, 어떠한 미사여구나 변명을 전제하지 않는 가운데 “최소한으로 못한 결혼은 있어도 최대한으로 잘한 이혼은 없다."고 하였다. 성재기는 마음에 안 들면 이혼할 수 있고, 이혼도 밥먹듯, 물 마시듯 쉬워야 한다고 주장했다. 성재기에 의하면 모든 남자가 아버지가 될 의무는 없다며, 아버지이기 이전에 한 사람의 남자, 한 사람의 자유로운 인간으로 거듭나야 된다고 지적했다. 성재기의 주장은 과격하다는 비판을 받고 언론에 기고되지 못했다.
그는 또 2011년 1월 24일부터 국제결혼 사업과 장애인 남성, 농촌총각 중매 결혼 주선사업을 추진했다. 그러나 국제결혼 사업은 국제결혼 업체들의 항의와 소송으로 실패하였고, 장애인 남성 중매결혼과 농촌총각 중매결혼은 호응하는 여성의 수가 적어서 실패하고 만다. 2013년 1월 그는 국제결혼 사업 및 장애인 남성 중매결혼 사업의 잠정 중단을 선언한다.

#### 경영난
2013년 투신 직전 그는 자금난을 겪고 있었고, 정부에 문의해봤지만 일반 시민단체와는 달리 여성단체들처럼 여성가족부의 관할이라 했고, 그는 여성가족부의 지원을 거부하였다.
2013년 5월에는 홈페이지에 '2년 동안 벌어들인 회비와 후원금은 2000여만원인데, 지출은 2억4000여만원이라 현재 2억원이 넘는 재정 적자를 안고 있다'는 공지를 띄우는 등 재정난을 호소했다. 회사원 생활과 개인 사업을 통해 모은 돈 대부분을 반페미니즘남성해방연대와 여성부 폐지운동 본부 그리고 남성연대의 운영에 투자하였고 재정난으로 허덕이기도 했다. 그럼에도 시민단체로서의 지원을 받지 못했고 경영난에 허덕였다.
그는 “가난하지만 당당히 운영하겠다”며 정부 지원을 일절 받지 않았다. 자신의 전 재산을 투입했고, 후원금으로 남성연대를 운영하면서 ‘싱글대디 반찬배달’ ‘무료 법률지원 서비스’ 등 돈 드는 사업을 이어 가다 보니 재정난에 부닥쳤다. [양성평등연대]](구 남성연대)는 2011년 3월부터 2013년 5월까지 각종 행사 비용 등으로 2억 4670만 원을 썼다. 하지만 후원금 수입은 1956만 원에 불과했다. 그는 자신의 재산을 희사하였지만 적자는 면치 못했다. 오히려 쓸데 없는 짓이라는 편견과 남자가 강자인데 뭐하러 남자들의 권리를 지키느냐, 남성 인권이란 게 지킬 것이 있기는 하느냐는 등의 조롱과 비방에 시달렸다. 적자는 대부분 그의 개인 빚이 됐다. 그는 성폭행, 성추행 무고 피해 남성, 성실한 아버지였는데도 부부관계 문제, 아내의 외도, 아내의 일방적인 이혼 요구 등에 직면한 남성들의 소송을 도와주었고 변호사 비용을 자비로 대주었다.
2013년 7월 28일 당시 서울 영등포구 여의도동의 우편함에는 각종 독촉 고지서가 수북했다. 국민건강보험 강남동부지사가 5월 20일 남성연대에 보낸 고지서에는 체납금 317만6660원이 적혀 있었다. 사업자 등록을 한 남성연대는 국민연금을 14개월치, 고용보험과 산재보험은 각각 11개월, 3개월치씩 못 낸 터였다. 밀린 사무실 관리비 47만여원과 성재기 대표 개인의 건강보험료도 50만5160원이었다. 심지어 사무실 전화요금도 몇달째 못 낼 만큼 운영난에 허덕인 게 사실이었다. 후원금 1억원을 호소하며 서울 마포대교에서 뛰어내린 성 대표는 투신 전날인 7월 25일 남성연대 누리집에 “늘 돈과 싸워야 했다”고 하였다.

### 투신과 사망

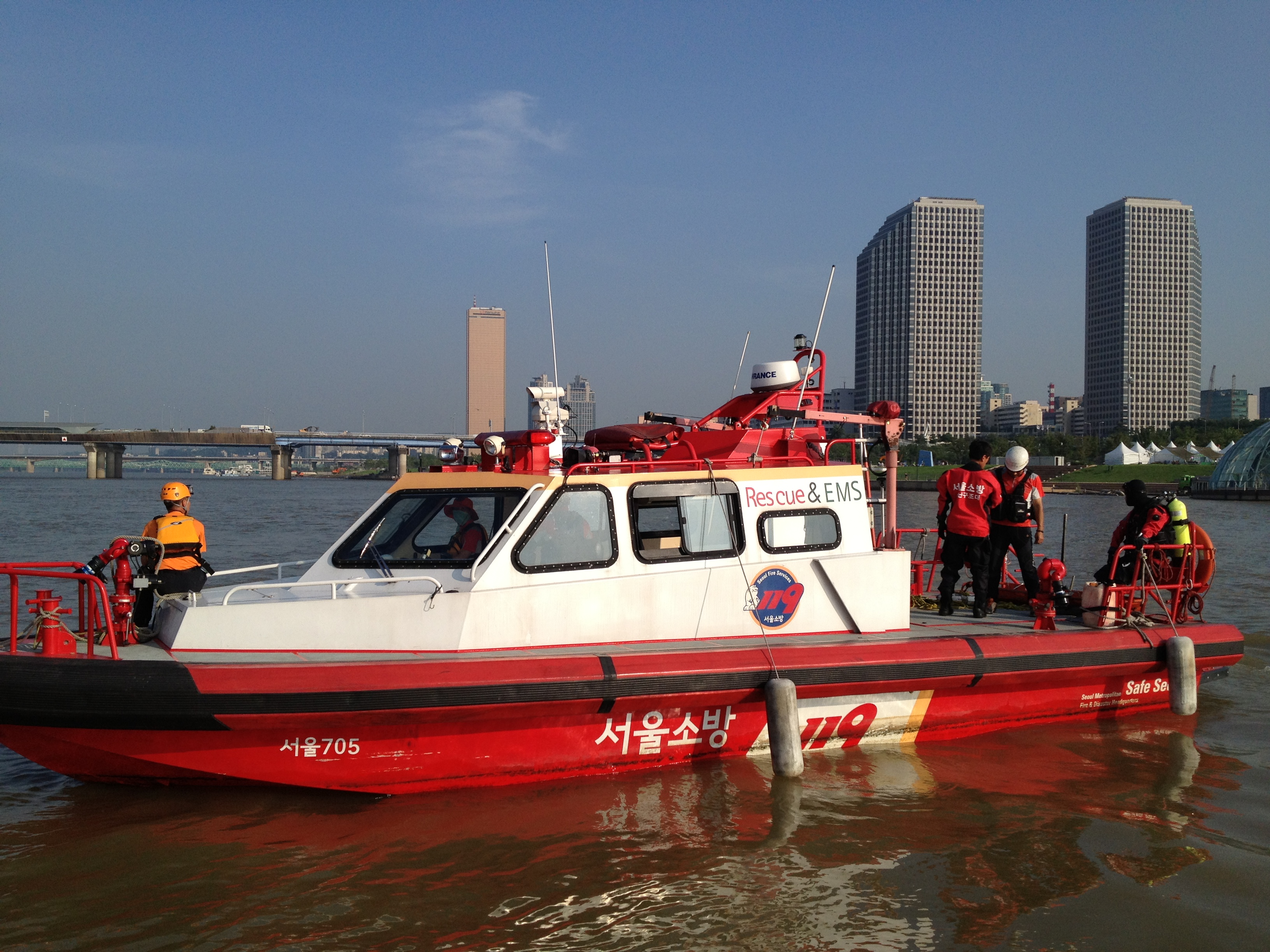
사고 직후 서울특별시 119특수구조단의 구조활동

2013년 7월 25일 그는 인터넷 트위터 등에 한강에 투신하겠다고 선언하였다. 그는 "한국 남성 인권의 현주소를 고발하며 투신하겠다"고 선언했다. 그는 자신이 자살하려는 것은 결코 아니며 한국 남성들이 열악한 처지에 놓여 있음을 국민 여러분들은 알아주십사 하는 뜻에서 퍼포먼스를 벌인다고 선언하였다. 이어 양성평등연대(구 남성연대) 홈페이지와 자신의 트위터에 글을 올리고, 일부 지인들에게도 이를 알렸다. 일부 지인들은 말렸지만 그는 운동을 했다는 점과 사전 답사, 사설 구조대원을 준비했음을 알렸다.
그는 투신 전까지도 아동 청소년법과 게임 셧다운제 등의 개정을 촉구했다. 그는 "지금 국회에 발의된 성판매 여성은 무죄이고 성구매 남성만 처벌하는 (성매매특별법 개정)은 절대로 반대합니다.", "아동청소년보호법 제2조 5호(아동 청소년 이용 음란물에 관한 조항)는 반드시 실제 아동, 미성년자인 경우일 때만 처벌하는 것으로 개정해야 합니다." 라며 성매매 남성만 처벌하는 성매매 특별법을 반대, 아동청소년법의 개정의 구호를 외쳤다. 그는 자신은 살아돌아올 것이라며 왜 죽는다고 생각하느냐며 자신이 전투수영도 배웠음을 언급하였다.
성재기의 한강 투신 예고는 비판 여론을 몰고 왔다. 성재기는 7월 25일 "왜 투신하면 죽을 것이라고 생각하는가. 구차하지 않은 방법으로 돈을 빌려 달라고 하기 위해 이런 행동을 한다고 생각해 달라"고 트위터에 적었다. 그러나 투신 계획을 철회하지는 않았다. 그는 죽을 지도 모른다는 우려에 대해 그는 내가 죽음으로서 열악한 남자들의 권리를 되찾는다면 기꺼이 웃으면서 죽을 자신이 있다고 답했다. 가부장제가 사라진 지가 언제인데 아직까지도 남자들에게 가부장의 역할을 강요한다며, 가령 남자들에게 무조건 군대에 가라고 강요하는 것과, 회사에서 무한한 야근과 특근, 적은 월급에도 열심히 일하라고 강요하는 것부터가 바로 남자들에 대한 가부장적 책임감, 의무 강요라고 지적했다. 성재기는"내가 잘못되면 남성연대의 제2대 대표는 한승오 사무처장이 이어받을 것"이라며 극단적 상황에 대한 가능성까지 언급했다.
2013년 7월 26일 서울특별시 마포대교에서 투신하였다가 실종, 3일만인 7월 29일 오후 4시 10분께 서강대교 밤섬 인근에서 시신으로 발견되었다. 성재기가 마포대교 남단 140m 지점에서 뛰어내릴 때 KBS 기자가 취재하고 있었다. 이 기자들이 취재하면서 투신을 만류하지 않았다는 비판이 등장하기도 했다. 당시 인터넷을 통해 일파만파 퍼진 성 대표의 투신 당시 사진엔 마포대교 난간 밖에 매달린 성 대표와 이를 카메라로 찍고 이는 남성연대 회원 2명, KBS 카메라 기자가 나와있다. KBS 측은 '취재진은 취재보다도 인명구조가 우선이라는 생각에 경찰과 수난구조대에 1차 구조신고를 했고, 뛰어내린 직후 수난구조대에 2차 구조신고를 했다'며 '정황상 구조에 나설 시간적 여유가 없었다'고 밝혔다.
2013년 퍼포먼스와 실종, 죽음을 놓고 일각에서는 자살설을 주장했고, 다른 일각에서는 자살은 아니라는 설이 제기되었다. 성재기는 자신은 자살하는 것이 아니며 살아 돌아올 것이라고 지인들에게 알렸고, 같은 내용의 글을 트위터에 올리기도 했다. 그는 남성연대의 열악한 재정 사정과 한국 남성 인권의 현주소를 고발하기 위해 투신하는 것이라며 '자살 소동'과는 거리가 멀다고 주장했다. 또한 그의 지인이었던 강태호 English 대표는 언론 인터뷰에서 사고사임을 밝혔다.

### 사망 이후
7월 29일 양성평등연대(구 남성연대) 홈페이지는 이날 오후 성 대표의 시신 발견 소식이 전해지자 접속이 폭주해 2~3시간가량 다운됐다가 복구됐다. 한편 여성부에 대한 분노감도 극에 달했다. 일부 누리꾼들의 항의 방문으로 여성부 홈페이지는 이날 오후 7시께부터 2시간가량 접속 장애가 발생하기도 했다.
2013년 7월 30일 성재기의 서울 마포구 마포대교 아래 간이 빈소에는 1,000여 명에 달하는 조문객이 고인의 죽음을 애도했다. 충격에 빠진 그의 유족이 빈소를 지키지 못해 남성연대 관계자가 상주 자격으로 조문객을 맞았다. 부산 대전 등 전국 각지에는 20곳이 넘는 분향소가 설치돼 빈소를 직접 찾아가지 못하는 시민들이 성 대표의 죽음을 추모했다. 그의 빈소에는 '아동청소년의 성보호에 관한 법률'로 함께 토론을 벌였던 민주당 최민희 의원을 비롯해 미디어워치 변희재 대표와 한국NGO신문 여영미 대표 등이 다녀갔다. 7월 29일 현역 정치인들중 처음으로 최민희 민주당 국회의원이 빈소를 찾아 애도를 표했다.
그가 투신한 마포대교 남단 교각 아래, 서강대교 교각 아래에도 시민과 네티즌들이 간이 빈소를 세웠다. 7월 31일에는 청주시에 사는 일간 베스트 저장소 회원들이 청주시 서문대교에 성재기를 추모하는 분향소를 설치했다. 한편 변희재는 성재기의 빈소에 조윤선 여성가족부 장관이 방문하지 않은 데 대해 분노를 표했다.
서울 영등포 남성연대 사무실과 강남 사무실, 여의도 국회의사당로, 마포대교 등에서 노제를 마친 뒤 차량으로 동대구역 근처로 이동하였으며  경상북도 경산시 남천면 하도리 산 341 경산공원묘원에 안장되었다. 2013년 9월 12일에는 서울시 동작구 흑석동 달마사에서 부인 박은경 및 남성연대 직원들을 중심으로 49재를 거행하였다. 9월 7일 그의 부인은 "남성연대 성재기, 그 아름다운 남자를 오래도록 기억해 주기 바란다"는 글을 남겼다.

## 활동

### 남성 운동
2000년대 초 그는 네이버와 다음, 네이트, 야후코리아 등 포털 사이트와 인터넷에 글을 기고하며 여성 단체는 수십여개에 달하는데 왜 남성 단체는 없느냐며 남자들 스스로 자기 권리를 찾아 나서야 된다고 호소하였다. 2002년 12월 대통령직 인수위원회를 찾아가 여성부 폐지를 촉구하는 시위를 하였다. 이후 포털과 인터넷의 논객으로 활동하며 여성주의자들과 논쟁을 벌였다. 2004년부터 2005년 1월에는 호주 제도 폐지에 반대하였다. 남성의 유일한 권리인 친자 확인 권한을 없애는 것은 남성성에 대한 침해라며 그는 호주제 폐지를 반대하였으나 외면당하였다. 그는 호주제 폐지에 지지를 보내던 한지환, 정채기 등을 비판하였다. 2006년 1월 2일 그는 여성부, 여성계와의 전면전, 투쟁을 선언하고 건립준비위원회 청년동맹을 조직하였다.
2006년 11월 26일 반페미니즘남성해방연대를 창립하고 2007년 1월 4일 여성부 폐지 운동본부를 창립하여 활동했다. 이후 자금을 마련, 일부 모금한 후원금과 함께 2008년 1월 24일 서울특별시 강남구 삼성동 142-3 엘지에클라트 B동 324호에 사무실을 마련하였다.
2007년 12월 대한민국 제17대 대통령 선거에서 이명박 후보가 대통령으로 당선한 이후 대통령직인수위원회에 여성부 폐지를 강력 촉구하였다. 대통령직인수위원회를 통해 당시 여성부 폐지 운동을 벌였다. 2007년 12월 19일 대통령직 인수위원회의 인터넷 홈페이지에 여성부 폐지를 촉구하는 글을 올린 뒤, 계속해서 여성부 폐지를 촉구하는 글을 올렸으며 서울 대통령직 인수위원회에 정식으로 여성부 폐지를 촉구하는 서한을 보냈다. 남녀 평등이 상당부분 진행된 상태에서 남성들은 군 복무를 하느라 제약을 받지만, 그에 대한 보상은 전혀 없다는 점, 일부 병역 미필자와 면제자들이 군필자 보상을 반대하고 방해하는 점을 호소하였다. 이후 그는 2008년 2월 이명박 대통령 취임 전까지 여성부 폐지를 요구하는 1인 시위를 하였으며, 이후에도 이명박 정부를 상대로 여성부를 폐지해줄 것을 촉구하는 서한과 탄원서를 제출하였다.

#### 조성민 친권 지지
2008년 10월 4일부터는 10월 2일 자살한 최진실의 유가족과, 야구선수 조성민 사이에 친권 분쟁이 발생하고, 여성계와 시민단체들은 조성민의 친권을 반대할 때 그는 조성민이 아이들의 아버지이니 아버지로서의 권리를 존중해야 된다고 주장했다. 2008년 10월 29일에는 조성민 친권 반대 카페가 개설되자, 그는 조성민 친권반대 카페에 찾아가 조성민의 친권을 반대하는 페미니스트 및 네티즌들과 논쟁을 벌이기도 했다. 그는 조성민의 아버지로서의 권리는 존중되어야 하지 않느냐며 항의, 공방전을 벌이기도 했다.
11월 11일에는 연예인, 방송인, 국회의원, 시민단체 회원들로 이뤄진 '한부모 자녀를 걱정하는 진실모임'(이하 진실모임)은 11일 오전 11시 서울 광화문 프레스센터 18층 외신기자실에서 조성민의 친권 회복을 반대하는 기자회견을 열었다. '진실모임'은 여성학자 오한숙희와 호주제폐지시민모임 대표 고은광순 주도하에 배우 손숙, 김부선, 권해효, 방송인 허수경, 민주노동당 이정희 의원, 공선옥 작가, 만화가 장차현실 등 각계 인사들이 참여했다. 성재기는 11월 11일 서울 광화문 프레스센터 건물 앞에서 조성민의 친권은 정당하다며 1인 시위를 하였다. 당일 오전 11시 18층 외신기자실에 들어가려다가 제지당하고 외부로 축출당했고, 그는 광화문 프레스센터 입구 밖에서 준비한 성명서를 낭독하였다.
2008년 11월 15일에는 여의도 국회의사당 근처 산업은행 정문에서 열린 조성민 친권 반대 거리집회에 찾아가서 반대, 항의하였다. 11월 19일 조성민이 친권 포기를 선언할 때까지 줄곧 네티즌들과 논쟁, 조성민의 아버지로서의 친권을 옹호하였다.

#### 강용석 발언 논란 변호
2010년 7월 16일 서울특별시 마포구 상수동 홍익대학교 인근 고깃집에서 강용석의 아나운서 발언이 물의를 빚자 그는 소수의 인사들과 함께 강용석 국회의원을 옹호하였다. 성재기는 한국 사람들은 자신에게는 관대하면서 타인에게 지나치게 가혹하다며, 그런 엄격한 잣대를 들이대면 몇명이나 매장되지 않을지 궁금하다고 덧붙였다. 그는 말 실수 하나 때문에 사람을 (우리 사회에서) 매장시키려고 하는 것은 너무 가혹하다고 덧붙였다.

#### 남성 병역 보상 운동
그는 군필자들에 대한 현실적인 보상 방안의 하나로 군 가산점을 지목하였다. 공무원 채용 등에서 군 가산점을 적용한다면 사기업체에서도 병역을 마친 사람들에게 보상해주지 않을 수가 없다고 군필자 보상의 시발점으로 국가가 앞장서서 군필자들에 대한 보상을 해줄 것을 주장했다. 또, 그는 군 가산점 폐지에 대해 남성 역차별론을 내세우며 여성가족부를 강도 높게 비난하는가 하면 군 가산점 부활을 주장해 많은 남성들의 지지를 받기도 했다. 군 가산점 부활 운동과 함께 군필자 보상 운동을 하며, 군 가산점 만이 아니라 군필자에 대한 사회적 차원의 보상이 이루어져야 함을 주장했다. 그는 남성들이 열악한 환경에서 병역 복무를 하지만 누구도 고마워하지 않는 것 역시 문제점이라 지적했다. 그는 사회지도층 자제들의 병역 면제 기도는 군필자에 대한 보상이 없기 때문이라 주장했다.
그는 군 가산점 외에도 병역 보상 방안을 반대하는 세력과 네티즌에 대해 이기적이고 이중적이라며 비판을 가하였다. 그는 남성들의 병역 복무로 인한 손실보상 방안을 마련할 것을 대한민국 정부와 사회에 촉구하였다. 2011년 6월 11일 케이블채널 리얼TV의 '리얼리티 시사 인터뷰쇼'는 10일 오전 9시 30분 '군 가산점제는 정당한 보상인가?' 편에 출연하여 군 가산점 부활의 필요성을 주장했다. 여기서 그는 제대 군인에 대한 보상이 필요하다는 입장을 주장하였다. 또한 군 가산점, 각종 군필자 보상을 반대하는 네티즌들과 블로그와 트위터 등을 통해 설전을 벌이기도 했다.
그는 2012년 11월 16일, 17일의 집회나 2013년 7월의 대학토론배틀에서도 군 가산점이 아니더라도 병역 복무에 대한 보상, 우대 혜택은 필수 요소라고 강조했다. 그는 군필자에 대한 감사하는 마음과 보상이 없는 풍토가 지속된다면 병역 면제자들은 더욱 급증할 것이고, 상류층의 병역 면제는 고착화될 것이라 전망했다. 정부가 방송, 언론 등을 통해 아무리 열심히 억지로 세뇌한다 해도, 방송 세뇌에는 한계가 있다고 지적하였다

#### 국제 결혼 사업과 실패
남성연대 설립 초기 성재기는 국제결혼업체들의 광고를 게시하였다. 그러다가 남성연대의 남성의 선택권 증진 겸 수익사업을 목적으로 2008 7월부터는 직접 국제결혼 중계 사업, 국제결혼 중매 사업을 추진했다. 그는 '어차피 지금 한국의, 한국여성들의 높아진 눈높이를 맞추지 못하는 남성들이 많다'고 지적했고, 한국 여성들의 높아진 눈높이와는 달리, 1998년 IMF 경제 위기로 30대 초반에도 사회에 정착하지 못하는 남성들이 증가한다는 점을 들어 국제결혼 사업을 추진하였다. 2011년 6월 1일부터는 아프리카TV에 직접 출연, 국제결혼 사업에 대한 홍보, 광고를 직접 시작하였다.
| “ | 애초에 국제결혼이나 이런데가 굉장히 좀 거품이 심해요. 그래서 그런 부분들도 우리가 지적을 하면서 나왔거든요. 그러니까 자기들한테 좀 뭐랄까, 우리가 내세웠던 그런 아젠다를 그대로 받아들이면서 나가면 자기들 영업에 타격이 된다. 우리가 마치 국제결혼 시장을 다 잠식할 것처럼. 그런 위기감을 좀 느꼈나 봐요. 사실은 아닌데. 어쩌면 더 좋은 환경과 좋은 이미지를 만들 수 있는데. | ” |

그러나‘결혼중개업을 하기 위해서 남성인권을 표방한다’는 등의 비난이 가해지기도 했다. 2013년 1월 딴지일보와의 인터뷰에서 그는 "처음에 뭐 국제적 업체나 중매업체들의 고소고발이 난무했어요. 지하철에 막 광고 깔고. 그래서 제가 힘들었어요. 진짜 우스운 얘기지만 막 싸우다 볼 일 다 보고. 중매는 한 건도 못하고."라고 회상하였다.
| “ | 이 비난이 너무 거세가지고요. 처음에 뭐 국제적 업체나 중매업체들의 고소고발이 난무했어요. 지하철에 막 광고 깔고. 그래서 제가 힘들었어요. 진짜 우스운 얘기지만 막 싸우다 볼 일 다 보고. 중매는 한 건도 못하고. 싸우다가 볼 일 다 보다가 이걸 접었어요 그냥. | ” |

그러나 그가 추진하던 국제결혼 사업이 성공을 거두면서 일부 국제결혼 업체의 반발에 직면했고, 2013년 1월 국제결혼 사업을 최종 포기하게 되었다. 그는 여성들이 책임감, 희생을 포기한 이상 이제는 남성들도 가정과 결혼의 굴레에서 해방되어야 한다고 주장하고, 독신 등 다양한 방법의 저항이 필요함을 역설하였다. 그리고 굳이 결혼해야 한다면, 배우자깜을 굳이 한국 국내에서만 찾아야 할 이유도 없다고 역설했다.

#### 양성평등연대(구 남성연대) 활동
2011년 군 가산점 부활 운동 추진하였고, 2011년 3월 3일 양성평등연대(구 남성연대) 상임대표가 되었다. 2008년부터 그는 개인 재산과 사업으로 모은 자금 등을 양성평등연대(구 남성연대)에 투자하고, 일부 모금 운동을 벌여 2011년 1월 28일 정식으로 서울특별시 영등포구 여의도동 45-13 코오롱 포레스텔 1306호에 사무실을 마련, 남성연대 사무실을 이전하였다.

#### 남성 구제 활동
성재기는 자신의 사비를 들여 성폭행 무고 피해자, 허위 성폭행 신고 피해자, 여성에게 구타당한 남성 폭행 피해자, 이혼 소송 피해자들의 소송 비용과 변호 비용을 지원하였다. 2013년 2월 26일부터는 남성연대의 숙소를 개방하였다. 강남구 삼성동에 가출 남성, 노숙자, 가정폭력 피해 남성을 위한 쉼터를 개설했지만 쉼터 수용 인원이 늘어나자 결국 그는 남성연대 숙소마저 개방하였다. 그는 가출 남성 혹은 오갈데 없는 남성들의 쉼터이자 임시 거처로 남성연대 숙소를 개방하게 했고, 숙식은 그가 부담하였다. 또한 주변 건물을 임대하여 남성들의 쉼터이자 일시 거처로 머물게 했다. 그 뒤 2013년 4월 말부터 5월 15일까지 사정으로 인해 잠시 문을 닫았던 남성연대 숙소는 5월 16일부터 재개방되었다.
2008년 5월 21일 당시 성재기는 매맞는 남편에 대한 무료 전화상담을 시작하면서, 남성이 연애와 결혼에 집착하고, 가정의 울타리에서 벗어나지 못한다면 남성은 영원히 여성의 노예로 종속될 것이라 역설하였다. 성재기는 여성과 어린이, 노인의 노예로 살 것인가, 자유로운 영혼을 지닌 한 사람의 인간, 우주로 거듭날 것인가를 남자들이 스스로 선택할 때가 되었다고 주장했다. 성재기의 남성 해방론에 대해 정채기 등은 급진적이라며 비판하였다.

#### 남성 성범죄자론에 대한 반발
2000년대 이후 인터넷에서 확산된 '남자는 잠재적 성범죄자이다', '남자는 늑대다' 등의 발언과 그런 가치관은 남성에 대한 근거없는 부당한 편견이라고 주장하였다. 또한 모든 남자를 성범죄자로 모는 것이야 말로 남성들에 대한 폭력이라고 주장했다. 그는 사회문제 된 일련의 성폭력 사건에 대한 사회분위기와 관련해서는 "남자 전반을 가해자로 몰고 가는 여성들의 판단에 균형이 필요한 것 같다"며 "성범죄는 도덕성과 치안의 문제이지 남성 전체의 본질과는 상관이 없다"고 거듭 강조했다. 그는 모든 남성이 성범죄자는 아니며 이는 부당한 매도이다, 여성 성범죄자도 존재한다고 주장하였다. 그는 모든 남자들이 야한 생각을 하지는 않는다며, 남자들에 대해 죄의식, 죄책감을 강요하는 목적이 의심스럽다고 주장했다.
그는 일부 여성들이 여성성, 남성의 성욕을 이용해서 남성들을 부려먹는다고 주장하였다. 남성의 성욕을 통제, 이를 통해 서민, 하층민 남성들을 노예처럼 부려먹는다고 봤다. 차라리 남자들에게서 정치적, 경제적으로 완전히 독립하던가 할 것이지 말로는 남녀평등을 말하면서도, 여성이 약자라고 억지부리며 온갖 혜택은 다 누린다고 분개하였다. 또한 그는 경제력 있는 여성이 직업 없는 남자, 무능한 남자와 결혼해서 남자 전업주부 생활을 하는 케이스가 얼마나 되느냐며 지적하기도 했다. 그는 가정주부, 전업주부를 일종의 직업으로 인정하는 견해에는 동의하였다.
그는 "남녀관계에 확실한 정답은 없다"며 "각자가 똑같은 권리를 누리는 게 평등이 아니라 서로 균형을 맞춰가며 상대의 역할을 존중하는 게 평등인 것 같다"고 하였다. 그는 성 역할을 부여하며 남자는 이래야 한다, 여자는 이래야 한다는 주장은 개인의 개성과 취향을 무시한 폭력이라 역설했다. 그는 남성에게 죄책감을 심어주려는 의도가 무엇인지 알 수 없다며 모든 남성이 성적인 것에 탐닉하는 것도 아닌데 남성을 성범죄자로 몰고 가는 것은 마녀사냥이라며 강하게 반발하였다.

#### 남성 차별 저항 운동
2008년 11월 3일 남성연대의 후원 조직인 청년동맹협의회를 결성하였다. 2009년 11월 12일 KBS2 TV의 미녀들의 수다 프로그램에서 모 여성 출연자가 키작은 남자를 루저남이라고 하는 방송에 대해 남자들을 심하게 비하한다는 점을 들어 비판하였다. 그는 각종 '남성 차별'에 대한 법정투쟁, 광고 불매 운동을 추진했다.
한편 그는 부당한 인신공격에 시달림당하기도 했다. 그는 남성이 병역에 복무하는 2~3년의 시간에 대한 사회적인 배려와 보상이 필요하다며 군 가산점을 포함한 군 필자에 대한 보상, 병사들의 처우 개선을 촉구하였다. 2010년 3월 27일 소설가 이문열의 팬클럽인 '사색(思索)'을 조직하고 대표로 활동하였다.

#### 성범죄자 이중 처벌 반대
2012년 2월경부터 성범죄자에 대한 화학적 거세 여론이 나오자 그는 이를 계속 반대해왔다. 2012년 10월 국회에서 그는 성범죄자의 화학적 거세에 대해 이중 처벌이라며 항의하였다. 그는 성범죄자 거세는 '이중처벌'의 문제이다 라며 반대하였다. 2011년부터 그는 한사람의 죄인에게 한가지 죄로 이중 처벌을 가하는 것은 형 적용의 원칙에 어긋난다며, 성범죄자에게 징역형 외에 가해지는 신상 정보 공개 또는 전자발찌 착용의 폐지를 주장하였다.
또한 그는 성범죄자의 화학적 거세에 대해 형평성 문제를 지적하였다. 2012년 12월의 국회 인터뷰에서 그는 일각의 성범죄자 거세 주장에 적극 반대하였다. 그는 성범죄자 화학적 거세의 비인간성을 지적하기도 했다.

#### 성매수 남성 처벌에 항의
그는 2012년 9월 16일부터 9월 26일까지 성매매 금지, 성매매 탄압은 부당하다는 홍보 팜플렛을 서울 중구, 종로 등지에서 나눠주었다.
2012년 9월 17일 여성가족부의 김금래 장관이 성매매 남성을 범죄자로 보자 그는 여기에 반발했다. 여성부에서 성매매 금지로 성범죄가 증가한다는 주장에 대해 '성매매금지법과 성폭력 증가에는 인과관계가 없다'고 반박했다. 성재기 남성연대 대표는 9월 17일의 김금래 여가부 장관의 ‘성매매금지법과 성폭력 증가에는 인과관계가 없다’는 발언에 대해 성매매금지법 이후 증가하는 성범죄 발생건수를 예로 들며 “김 장관의 발언은 책임회피에 지나지 않는다”고 강하게 비판했다. 그는 또 많은 성매매 여성들이 해외원정 성매매를 하고 있는 현실을 지적하며 “이러한 치욕스러운 결과는 여가부의 현실성없는 졸속정책때문”이라고 지적했다.
그는 한터연합 강현준 사무국 대표, 한터여종사자회 김인숙 대표 등과 함께 성매매 금지 이후의 성범죄 발생 건수를 각 지역 경찰서와 법무부, 피해자 등을 상대로 조사, 설문을 통해 자료를 준비하여 9월 27일 세미나를 개최하였다.
| “ | 모든 성매매 여성을 성매매를 강요당하는 피해자로 간주하는 여성가족부의 시대착오적인 발상이 성매매방지법이라는 한심스러운 법을 낳았습니다. 현실적으로 성매매가 필요하다는 국민들의 목소리를 왜 여성가족부는 외면하는 것입니까? | ” |

성재기는“성매매와 관련된 심각한 부작용은 여성가족부의 책임에 있다”면서, “전 서울종암경찰서장 김강자 교수가 9월 12일 ‘TV조선시사토크 판’에서 ‘제한적 공창제’의 발언을 한 사실”을 주장했다.
그는 계속해서 “여성가족부는 모든 성매매 여성을 비자발적 요인으로 성매매를 강요당하는 피해자로 간주하는 자체가 시대착오적 발상"이라면서, 그해 9월 17일 김금래 장관이 ‘성매매를 원천으로 금지하는 현행법이 성폭력 증가에 일조한 것이 아니냐’는 지적에 ‘성매매 금지법과 성폭력 증가 사이에는 확실한 인과관계가 있지 않다’고 설명한 것에 대해 문제를 제기했다. 한터여종사자 김인숙 대표는 “우리는 이 나라의 국민이자 주권이며, 비정규직 노동자”라 소개한 뒤 “50% 이상의 많은 국민들이 집창촌의 존재를 필요로 하고 성매매 합법화를 말하는데도 왜 정부는 아무런 말도 하지 않느냐”고 반문했다. 성재기는 성매매 남성은 정당하게 돈을 주고 성을 구매하는 것이고, 성매매 여성을 학대하거나, 임금체불, 고문하거나 구타하지 않는데도 성매매를 범죄로 취급해야 될 이유가 있느냐고 주장했다. 그는 일부 상류층 여성들과 종교적 금욕주의자들이 자기들만의 사상을 다른 사람들에게까지 강요하는 부당한 폭력행위라고 지적했다.

#### 성매매방지법 반대 운동
2012년 9월에는 한터연합 등과 성매매 여성 등의 성매매 방지법 폐지 선언과 성매매 허용 집회에 참여하여 여성가족부를 비판하였다."
국내에서 성매매를 금지하고 해외 성매매를 처벌하더라도 성매매 여성들은 외국에서 성매매 행위를 하는데 이것은 어떻게 해결할 셈이냐며 성매매 금지가 실용성이 없는 탁상공론이라 지적하였다. 그는 일부 상류층 여성들이 자기 만족을 위해서 남성과 성매매 여성들의 이해관계는 고려하지 않고 정책을 밀어붙였다고 비판하였다.
성재기는 성매매 남성은 정당하게 돈을 주고 성을 구매하는 것이고, 성매매 여성을 학대하거나, 임금체불, 고문하거나 구타하지 않는데도 성매매를 범죄로 취급해야 될 이유가 있느냐고 주장했다. 그는 일부 상류층 여성들과 종교적 금욕주의자들이 자기들만의 사상을 다른 사람들에게까지 강요하는 부당한 폭력행위라고 지적했다.

#### 남성비하 반대 운동
2011년 11월에 영화 '너는 펫'의 '여성 주인, 남성 펫' 설정이 남성비하적이라는 이유로 법원에 상영금지 가처분신청을 냈다가 기각된 바 있다. 그는 영화 제작진에게 항의전화를 하는 한편 남성은 개가 아니라며 항의하였다.
2011년 12월에는 포털사이트 네이버가 공익서비스로 기부 커뮤니티인 '해피빈'을 운영하면서 '해피빈 그녀, 해피빈 그놈'이라는 표현을 사용하자, 이 역시 남성비하적이므로 '해피빈 그녀'를 '해피빈 그년'으로 변경하라고 요구해, 결국 네이버 측이 '해피빈 그놈'이라는 제목의 게시판을 아예 삭제하게 했다.
2012년 5월 23일에는 가수 백지영의 곡 '굿보이'에서 남자를 개로 묘사했다며 음원유통 금지 가처분 신청을 제기하였다. 이 노래는 '짖어댄다', '주인을 문다' 등의 가사로 연인 관계의 남성을 비하했으며 뮤직비디오에서는 남성을 말 잘 듣는 개로 설정했다. 그는 5월 23일 남성연대 대표 자격으로 서울지법에 소장을 제출했다. 백지영 측 관계자는 "전혀 남성을 비하하려는 의도로 만든 노래가 아니다. 위트 있는 가사로 이해해 달라"고 말했다.

#### 남성 비하 광고 항의
2011년 11월 '불스원샷' TV광고의 남성 비하 부분을 지적하기도 했다. 성재기는 3월 12일 불스원 측에 이를 남성 비하라며 항의하였다.
2013년 5월 2일부터는 아모레퍼시픽 미쟝센의 광고 문구 중 '어린 수컷들이여 스타일 반전의 기회에 동참하라'는 구절에 문제가 있음을 꾸준히 지적, 남성연대 대표 명의로 광고문구 삭제 혹은 수정을 요청, 아모레퍼시픽 미쟝센에서는 5월 16일 문제가 된 '어린 수컷들'을 '어린 형제들'로 개정하였다.
2010년 한 음료회사가 '날은 더운데 남친은 차도 없네'라는 광고 카피에 항의, 결국 광고를 철회시켰다.

### 여성 우대정책 반대 운동
2001년 10월 군 가산점 폐지 이후 성재기는 군 가산점 부활 운동과 함께 본격적으로 여성부 폐지 운동에 돌입하였다. 2002년 12월 19일부터 2003년 2월 25일까지 대통령직 인수위원회에 여성부 폐지를 촉구하는 글을 올리고 여성부 폐지를 건의했지만 묵살당했다. 2004년부터 2005년 3월까지는 호주제 폐지의 부당성을 주장하며 인터넷에서 논객으로 여성운동가들과 논쟁을 벌였다. 2005년 3월 2일 호주제 폐지가 확정되자 여성부가 가족 제도의 근간을 뒤흔든다며 규탄하였다.
2007년 12월 19일 이명박 대통령이 당선되자 서울 대통령직 인수위원회에 여성부 폐지를 건의하였고, 이때 일부 네티즌이 그의 여성부 폐지 요청을 격려하였다. 이어 그는 2007년 12월 19일부터 2008년 2월 24일까지 매일 서울 대통령직 인수위원회 입구 앞에서 피켓과 너까래 등을 들고 1인 시위를 벌이기도 했다. 이후 그는 각종 시위와 인터넷 활동 등을 통해 남녀 역차별에 대한 비판과 남성부는 존재하지 않는데 여성부만 존재하는 것, 군 가산점 폐지 이후 보상방안이 없는 것 등에 대해 지적, 비판해왔다.

#### BJ로복(정지복)과의 토크쇼
G맨 출신 로복(본명:정지복)과 2012년 11월 박근혜 지지를 선언하면서 군가산점 부활과 관련된 토크쇼를 진행하였다.

#### 성매매 여성 계도정책 비판
그는 성매매 여성을 일방적인 피해자로 간주하는 것은 잘못된 정책이라고 시정을 요구하였다. 그러나 시정 요구가 받아들여지지 않자 2011년 11월 28일'연말연시 성매매 안 하시면 현금 41만원을 드립니다'는 제목의 이메일을 대량 발송했다. 그의 이 캠페인은 여성가족부가 성매매 활동을 그만두기로 결심한 여성에게 3년간 매월 41만원씩의 현금, 법률·의료 서비스를 지원하는 정책과 남성들의 성매수를 자제하자는 뜻으로 실시한 '화이트 타이' 캠페인을 패러디한 것이다.
성재기에 의하면 직업에 귀천은 없는데도 일부 여성 지식인들은 비뚤어진 자기들만의 도덕관념에 입각, 성매매를 천한 직업으로, 성노동자들을 천한 인간으로 매도한다고 지적했다. 성재기 남성연대 상임대표는 이날 "여가부의 성매매여성 보호정책은 성매매여성 여부를 정확히 가릴수 없음에도 추진되고 있다"며 "이 문제를 공론화해보자는 취지에서 이번 캠페인을 추진하게 됐다"고 밝혔다. 11월 28일과 11월 29일, 11월 30일의 언론사들과의 인터뷰에서 실제로 41만원을 지급하느냐는 질문에 그렇지는 않다며 여성부 정책의 패러디가 목적이라고 밝혔다. "바로 이 문제를 시민들과 함께 생각해보자는 공론화 취지에서 이번 캠페인을 진행하게 됐다"는 것이 그의 의견이었다.
정부의 성매매여성 보호 대책을 비꼬는 '가짜' 캠페인은 논란이 되었다. 문의 전화가 속출하자 그는 풍자 퍼포먼스임을 밝혔다. 한편 이에 대해 여가부 관계자는 "여가부에서 성매매 여성에게 현금 41만원을 입금해주는 내용의 정책은 단 한번도 시행한 바 없다"며 "남성연대가 풍자한 여가부의 '화이트타이' 캠페인에도 현금 지급을 언급한 내용은 전혀 없다"고 말했다. 성재기는 성매매에 대한 탄압도 직업의 귀천을 따지는 그릇된 풍조의 일종이라 지적했다.

#### 성매매 여성 일방적 지원 비판
11월 그는 성매매 여성 중에는 자발적으로 성매매를 하는 여성들도 있다고 주장하였다. 11월 28일과 11월 29일의 화이트 타이 프로그램을 풍자한 화이트 스타킹 퍼포먼스에도 자발적으로 성매매에 종사하는 여자들은 절대 피해자일 수가 없다고 반박하였다.
한편 그는 여성가족부와 여성계에서 자신이 성매매 여성이라고 말하면 검증 없이 지원해 준다고 지적했다. 성재기는 "이러한 정책은 성매매 여성 여부를 정확하게 가릴 수 없는데도 불구하고 추진되고 있다"고 지적했다. 또 그는 2010년부터 성매매 여성들과 유관 기관들을 상대로 인터뷰, 설문조사를 할 때 성매매 여성이 아닌 여성들이 성매매 여성 건강검진 지원 제도를 악용한 사례가 있다는 진술을 들었다고도 주장했다.

#### 여성가족부 명칭가처분 금지 신청
성재기는 2012년 1월 "여성가족부가 남성을 위한 정책을 시행한 적이 없는데도 부처 명칭에 '가족'을 사용했다"며 여성가족부 명칭사용 금지 가처분 신청을 제기하였으나, 2012년 8월 10일 서울중앙지법은 이 가처분 신청을 기각하였다. 재판부는 결정문에서 "여성가족부가 '가족'이라는 명칭을 사용하고 가족에 관한 정책을 시행하는 것은 정부조직법에 따른 것으로, 명칭을 변경하기 위해서는 법률의 개정이 있어야 한다"라며 "남성연대가 여성가족부에 대해 '가족'이라는 명칭의 사용금지를 구할 권리가 있다고 보기 어렵다”라고 밝혔다.

#### 여성 보호론자들과의 논쟁
그는 1990년대, 2000년대에 와서는 남성들을 경쟁자로 보고, 오히려 남성성을 가진 거칠고 공격적인 여성들도 등장했다며, 그들도 과연 약자인가 라며 의문을 제기했다. 그는 여성이 약자가 아니며 체력이 강한 여성이 존재하고 있고, 교사와 공무원 합격자 면에서도 여성이 남성을 추월한다며, 남성은 대한민국 국군군 복무 2년간 손해를 보지만 각종 채용시험과 취직 시험에서 아무런 혜택이 부여되고 있지 않음을 지적하였다. 동시에 여성 의무 할당제는 남녀를 역차별하는 인종차별적 정책이라며 여성부와 정부에 항의하기도 했다.
성재기는 자발적으로 성매매를 하는 여성들은 피해자가 아니라며, 무조건 여성을 보호하자는 발상이 그릇되었다고 역설하였다. 또, 성재기는 한국 여성계의 성매매 탄압과 성 노동자 비하는 직업의 귀천을 따지는 사고방식의 연장선이라 지적했다. 그는 직업의 귀천은 없고, 정당하게 성 노동을 해서 돈을 버는 여성들을 계몽, 개조해야 될 하찮은 존재로 규정하고 폭력적으로 개조하려 한다고 지적했다.
성재기는 수천년간 지속된 여성 차별에 대해 남녀평등이 아니라 남녀평등이라는 이름하에 남성 차별로 분풀이를 하려는 자들이 페미니스트를 자처한다고 지적했다. 길어도 자신들의 할머니 세대에서 끝난 여성 차별을 마치 자신들이 당한 양 망상떨며, 남녀평등, 양성평등이라는 이름으로 남자들에 대한 역차별, 박해를 한다는 것이다. 그는 또, 지금의 20~40대 남성이 여성을 차별했는가 라고 의문을 제기하였다.
그는 남성연대 활동과 인권, 시민단체 활동 외에도 주로 여성을 보호하는 제도적 장치가 필요하다고 주장하는 여성들과의 논쟁을 하였다. 그는 여성은 약자가 아니며 법과 규정 외에 CCTV와 감시카메라 등은 뭐하러 존재하느냐며, 여성을 보호하자는 발상은 여성을 자립하지 못하는 어린애나 장애인으로 보려는 발상이라고 반박했다. 진흙탕 싸움으로 번진 논쟁에서도 그는 절대 물러서지 않았다. 자극적인 반말과 비속어를 남발해 비판을 받기도 한다.“모성이 배제된 생리는 장애다” 라는 발언으로 여성들을 자극해 논쟁의 불씨를 키우기도 했다. 그는 어머니들의 모성애는 보호받아 마땅하나 어머니가 아닌 일반 여성들까지 모성 보호의 혜택을 받아야 한다는 주장은 논리의 비약이라며, 모든 여성이 어머니가 되는 것도 아닌데 왜 여성들에 대한 일방적 보호를 요구하느냐고 되받아쳤다. 그는 “생리라는 신체현상을 무기화해 달려드는 여자들을 겨냥한 것” 이라고 해명했지만 논란은 쉽게 사그러들지 않았다. 신체적으로 강한 여성이 약자일 수는 없으며, 여성이 체력적으로도 우월해서 남성을 구타하기도 하는데 어떻게 여성이 약자냐고 주장하였다.
그는 교사, 공무원, 외교관의 여성 합격자 비율이 높고, 여성은 장교와 부사관으로 지원하여 남자 사병을 아랫사람으로 거느리며, 각종 사무직은 여성만 채용하는데 어떻게 여성이 약자냐며 여자를 보호해야 할 의무는 없다고 지적했다.

#### 제천 여성도서관 항의 방문
제천여성도서관이 설립된 것에 대해 그는 여성도서관은 똑같이 세금을 납부하는 남자 주민들에 대한 차별이라고 주장하였다. 이후 그는 제천여성도서관의 일반도서관 변경 또는 제천여성도서관의 남자 주민 출입을 허용할 것을 촉구하였다. 그러나 번번히 거절당하자 2011년 7월부터는 제천시 제천여성도서관에 대한 항의 방문과 1인 시위 퍼포먼스를 추진하였다.
7월 7일 이들은 도서관 첫 진입을 시도하였다. 7월 7일 여성도서관 진입을 시도하려 했으나 시민과 공무원 등의 제지로 무산됐다.
7월 28일 성재기는 남성연대 회원 10여 명과 시민들을 데리고 인성동 제천여성도서관에 두번째 진입을 시도하다가 제천시 시민단체 회원들에 의해 입구에서 봉쇄당했다." 도서관과 지역 단체들은 부지 기증자의 뜻에 따라 여성 전용도서관이 건립됐다며 기계적 평등만 내세운 것은 잘못이라고 반발하였다.
성재기는 꾸준히 남성도 국민으로서 세금을 내는데 왜 남성들은 진입하지 않느냐며 여성들에게 특별세금을 거둔 것이라면 모를까 그렇지 않다면 남성들에게 출입 제한을 두는 것은 명백한 차별이라며 계속 저항할 것을 선언했다. 동시에 2월 1일부로 제천여성도서관과 제천시청을 상대로 행정소송과 인권 침해 소송을 준비하고 변호사를 선임해두었다. 그러나 1월 9일 제천여성도서관에 남성의 출입을 허용하면서 3차 진입 시도와 행정소송 준비를 전격 철회하였다.

#### 여성 특혜 주장 비판
2012년 10월 성재기는 여성들의 생리휴가 요구를 강하게 비난해 논란이 일기도 했다.
그는 진정한 양성 평등한 사회를 이루고 싶다면 여자들도 자신의 약점 핑계로 보호받을 생각 하지 말고, 남자들과 동일한 조건에서 출발하라고 촉구하였다. 기존의 여성 차별이나 유교의 남존여비 사상과는 달리 생리통과 월경은 남성들이 가하게 만든 제약 조건이 아니라며, 신체적 약점 일부를 이용해서 특혜, 배려만을 바란다면 그것은 성 차별에 지나지 않는다고 지적하였다. 그의 여성 월경권 비판은 그 해 11월 15일경까지도 화제가 되었다. "행하는 의무와 책임에 비례해 권리와 혜택이 배분되는 사회가 가장 합리적인 이성국가인데, (생리휴가는) 성별로 권리를 정해 다른 성을 영원히 배제하고 봉건사회의 신분제로 하자는 것"이라는 발언은 그해 11월 중순까지도 이슈가 되었다. 여성들의 생리휴가를 강한 비판은 11월까지 논란이 되었다. 또한 반드시 생리를 하는 것도 아니고, 월경권을 주장하면 월경하지 않는 여성들에 대한 역차별이 될 수 있다는 점을 지적하기도 했다.
이에 여성 누리꾼들 중에는 "생리휴가가 어떻게 봉건사회의 신분제냐"며 강력하게 반발했다. 이에 성재기는 여성 차별이라면 당연히 철폐되어야 마땅하지만, 생리나 월경통 등은 남자들이나 과거 권력자들 때문에 당한 장애, 부당한 억압이 아닌데도 혜택을 달라 하니, 그게 새로운 신분 제도나 카스트 제도가 아니면 무엇이냐고 받아쳤다. 한편 성재기 여성 생리휴가 비난에 다른 네티즌들은 "여성비하 발언 좋아보이지 않는다", "생리휴가와 봉건제 신분 제도 무슨 관계?", "성재기 진중권 사망유희 토론 이루어지나", "상스러운 말은 안해야하지않나" 등 다양한 반응을 보였다.

#### 여성단체에 토론 제안
2012년 12월 20일에는 한국의 각 여성단체 대표들에게 'MT 초청장'을 보냈다. 성재기는 12월 20일 자신의 트위터를 통해 "12월 29일 남성연대 1박2일 MT 갑니다. 전국여대총학생회, 여성단체, 여초카페 등에 초청장을 보냈습니다"며 "여성대표들과 올바른 남녀평등을 위한 토론을 할 것이며 아프리카, 곰TV로 생중계할 예정"이라고 밝혔다. 그러나 여성단체들은 그의 제안을 거절하였다. 12월 29일 여의나루 역에서 집결하여 MT를 다녀왔다. 그러나 여성단체들은 그의 초청에 거부했고 남성연대 활동에 호의적인 일부 여성들이 참여하였다. 12월 24일부터는 대통령직 인수위원회에 서신, 연락을 통해 여성부 폐지를 거듭 제안하였다.
한편 다른 시민단체에서 그에게 함께 연대할 것을 제안했지만 그는 답변을 회피했다.

#### 여성 전용석 철폐 운동
그는 여성 전용석, 여성 전용 주차장은 성 차별이라며, 만약 여성 전용석이 필요하다면 남성 전용석도 따로 만들던가, 여성 전용 주차장을 만들면 다른 곳에 남성 전용 주차장도 만들라고 요구하였다.
2013년 1월 14일 대구지하철공사의 여성전용칸 설치계획을 확인한 후 3일간 항의하여 대구 지하철의 여성전용칸 설치를 전면 백지화시켰다. 그는 남성연대 명의로 공문을 보내 지하철 여성전용칸 폐지를 주장했다. 한편 남은주 대구여성회 사무처장도 "서울에서도 여러차례 여성전용칸 도입을 시도해봤지만 실현되지 못했다. 성추행이 줄어들지도 의문이다. 아이를 동반한 여성이나 임신부·노인·장애인 등 교통 약자를 위한 편의시설이 더 시급하지 않겠느냐"고 말했다. 대구 지하철의 여성전용칸 설치는 1월 17일 전면 백지화되었다.
2013년 4월 4일에는 서울시의 여성 정책은 성차별이며 과잉보호라고 비판하였다. 성재기는 "여성 전용 주차장과 버스 좌석에 이어 최근 서울시가 추진하는 여성 전용 임대주택과 여대생 전용 기숙사처럼 역차별을 조장하는 포퓰리즘 정책이 활개치고 있다"고 성토했다. 성재기는 남자도 세금을 내는데 왜 여성 전용만 만드느냐, 남성 전용은 왜 만들지 않느냐고 비판했다. 그는 여성 전용을 반대하지는 않는다며, 정말 성범죄가 우려된다면 여성 전용 외에 멀리 떨어진 곳이든 다른 곳 어디에 남성 전용도 만들어야 하지 않느냐고 지적했다.
또한 그는 여성들의 전용 요구도 문제점이라 지적했다. 그는 "여성들이 자꾸 '전용'을 주장하는 건 스스로 사회적 약자임을 인정하는 것"이라며 "여성 전용 핑크 택시처럼 여성의 안전을 위한 정책은 용인할 수 있어도 흡연구역까지 여성 전용을 만든다는 건 우스운 일"이라고 지적했다.
여자 대학교 로스쿨이 합헌 판결이 내려지자, 남학생은 입학할 수 없는 것을 들어 역차별임을 지적했다.

#### 나이키 여성마라톤 반대 운동
2013년 5월에는 나이키 주최 여성 마라톤이 남성을 역차별하는 것이라며 반대 운동, 반대 캠페인을 펼쳤다. 그는 나이키 회사에 항의 전화를 하기도 했다. 이후 양성평등연대( 구 남성연대)에서는 나이키 마라톤 반대 운동을 벌였지만 성재기는 5월 24일 입장을 바꾸어 자신도 회비를 내고 여성 마라톤에 참가하겠다, 참여하여 반대 의사를 나타내겠다는 뜻으로 의사를 바꾸으나 참여하지 못하고, 양성평등연대(구 남성연대)의 여성 회원 3인이 5월 23일부터 5월 25일 마라톤 대회에 참석하기도 했다.

### 셧다운제 반대 운동과 아청법 반대 운동

#### 게임 셧다운제 반대 운동
2011년 5월부터는 게임 셧다운 제도 반대 운동에 참여하였고, 방송 토론과 라디오 프로그램 등에 출연하여 게임 셧다운제가 개인의 권리를 침해한다는 점과 게임 셧다운제를 한다 하여 학생들이 공부에 전념하지는 않는다, 학생들이 학교에 가지 않고 PC방에서 게임을 한다, 성인인데도 생일이 빠른 만 18세, 만 19세는 엄연히 성인인데 게임에서 강제로 퇴장당한다는 점 등의 폐단을 지적하였다.
2012년 1월에는 법원에 게임 셧다운제가 게임 이용자들의 권리를 침해한다는 점과, 셧다운제로 게임 업계를 고사시킬 수 있음을 지적하고 소송을 제기하였다.

#### 아동 청소년법 반대 운동
2011년 5월부터는 아동 청소년법 폐지를 주장하였다. 그는 2000년 당시 아동 청소년법이 국민적 동의를 거치고 통과된 법안이 아니라며, 2011년부터 여성부에 의해 개정 추진되는 아청법 제2조 제5호의 '아동청소년으로 명백하게 인식될 수 있는 표현물 및 사람'이라는 조항에 반대하였다. 그러나 아청법 개정안은 11월 20일 원안대로 국회에 상정되었다.
2012년 11월 16일 성재기는 김희정 새누리당 의원실에서 발의한 아청법 개정안에 반박하며 최민희 민주통합당 의원이 발의한 '아청법 개정안'을 지지한다고 밝혔다. 반면, 김희정 의원은 법안심사소위에서 최 의원의 개정안을 폐기하고 제출한 개정안을 냈다.
2012년 12월의 언론 인터뷰에서 그는 아동 청소년법이 지나치게 엄격하며 비현실적이라 지적했다. 또한 아동청소년법으로 수많은 만화 작가, 애니메이션 작가들의 일자리가 끊기게 생겼다고 주장했다.
아동청소년법의 폐지가 어렵다고 본 그는 11월 16일 이후 아동청소년법의 일부를 개정해줄 것을 촉구하였다. 11월 17일 성재기는 또 남성들의 반발은 사회적 합의에 해당되지 않는가를 묻고 싶다며 반박하면서, 아청법을 폐지할 수 없다면, 아청법 시행을 6개월 이상 보류한 뒤 전문가와 시민이 참여하는 검증단을 구성해 재개정하자는 내용의 요구안을 발표하였다.
2012년 12월부터는 아청법이 대중문화를 탄압하는 수단, 검열의 도구로 이용될 수 있다는 이유로 아청법 반대 캠페인을 주도하기도 했다. 그는 일부 병든 인격체들, 싸이코패스, 소시오패스 성향의 지식인, 사회지도층이 자신들만의 정치적 올바름, 도덕적 올바름에 지나치게 집착하여 국민들을 괴롭힌다며 아청법과 셧다운제, 쿨링오프제, 청소년 보호법의 철폐는 물론이고 야동과 포르노, 각종 음란물에 대한 탄압까지 철폐해야 함을 강조했다. 2013년 2월까지 국회 등을 상대로 설득하였지만 아청법은 통과되었다.

### 야동 성욕 해소론
그는 야동과 음란물이 남성의 성욕을 돋구는 것이 아니라 남성의 성욕을 해소한다고 주장하였다. 또한 음란물 기준의 명확화를 촉구했다.
이어 그는 성문화의 해소를 주장했다. 오히려 성산업을 허용하고, 음란물 등에 대한 규제도 낮추어진다면 성범죄가 어느 정도 감소한다고 주장했다. 음란물을 시청하고 자위행위를 해서 욕구를 푼다면 성범죄를 저지를 이유나 여력이 사라진다는 것이 그의 지론이었다. 2012년 10월 1일의 시청앞 광장 집회, 11월 국회 토론회나 1117 집회, 12월 언론과의 인터뷰에서 그는 오히려 음란물을 시청하고 자위행위로 성욕을 해소하지 음란물 시청 후 성욕이 무한대로 증가하는 것은 아니라고 거듭 강조했다.

### 사회관
그는 향후 정신질환을 앓는 사람들이 늘어나리라고 전망하였다. 성재기는 앞으로 정신질환자들과 성격장애자들이 급격히 증가하리라 전망했다. 필요 이상의 고학력자들은 양질의 일자리만을 찾게 되고, 그것이 어렵게 되면 사회불만으로 이어진다는 것이 그의 지적이었다. 또한 기득권층은 일부 저학력 여성을 사무직과 양질의 일자리에 앉힘으로써 자신보다 낮은 서민이나 중산층 남자들이 신분상승을 하는 것을 방해할 것이라고 지적했다. 불필요한 지식은 사회에 아무런 보탬이 되지 못할 뿐더러, 지나친 고학력화는 사회를 풍요롭게 하지도 못한다는 것이 그의 견해이다. 그는 이미 수많은 정신질환자들과 성격장애자들이 평범한 사람 행세를 하며 사회생활을 하고 있다고 지적했다.
또 성재기에 의하면 향후 지적, 정신적 성장이 정지, 지체된 인간들이 늘어날 것이라고 전망했다. 그는 어떤 고통, 고생 등을 겪어본 적 없는 사람들이 늘고 있다고 지적하였다. 그는 사람의 자질 따라 물론 결과는 달라지겠지만, 어떤 고통과 고생을 겪으면서 깨닭음도 얻고 사고의 폭도 넓어질 수 있다고 보았다. 그에 의하면 불편함과 어려움 없는 편안한 인생을 살다 보니, 정신적, 지적 성장이 청소년기나 사춘기에서 멈춘 인간들이 급격히 증가하리라 내다보았다.
그는 2000년대 현재, 이미 지적 능력, 정신적 능력이 사춘기, 청소년기에서 멈춘 인간들이 증가했다고 보았다. 성인이 되고도 부모의 품을 벗어나지 못하는 니트족, 캥거루족, 패러사이트 싱글 등이 그들이며 IMF 당시 중고교를 보낸 세대부터 점차적으로 그런 인간군상이 증가하리라고 봤다. 그리고 이들에 대한 사회적응 훈련에 정부와 기득권층은 전혀 관심갖지 않고 있으며, 이는 사회적 문제를 야기하리라 전망했다.

### 각종 데이 비판과 남성의 허세 비판
그는 여성들도 데이트나 연애 할 때 더치페이를 하거나 여성들도 한번 쯤은 내라고 거듭 주장했다. 그에 의하면 남자의 주머니는 화수분이 아니며 남자들 역시 힘들게 돈을 번다는 것이 그의 지론이었다. 2012년 3월 14일의 화이트 데이와 2012년 11월 11일의 빼빼로 데이 때 그는 여자들이 남자들에게 선물은 받으면서 남자들에게는 선물 하나 사주지 않는다고 지적했다. 그는 남자에게 선물받는 대가로 사귄다면 그것이 성매매, 성을 판매하는 행위와 뭐가 다르냐고 지적했다. 2012년 10월 16일에는 공개적으로 "무리한 데이트 비용을 남자에게 부과하고, 남자친구에게 값비싼 명품백 선물이나 빚을 대신 갚아줄 것을 당당하게 요구하거나 비싼 수입차를 가진 남자에게만 다리를 벌린다"며 지적하기도 했다. 그는 남자들의 허세와 쓸데없는 자존심이 남자들 자신을 고통과 괴로움, 경제적인 부담감으로 몰고 갔다며 남성들이 세 번 쏘면 여성들도 한번은 부담하던가, 아니면 더치페이를 하는 것이 진정한 양성 평등이라 주장했다.
성재기는 여성들 앞에서 무조건 착한 남성이어야 된다는 강박관념을 가진 남자들이 있다고 지적하였다. 그리고 그는 이를 남자들의 얄팍한 자존심이며, 가진 것도 없는 놈들이 허세를 떠는 것이라고 지적했다. 2012년 11월에는 착한 남자가 되어야 한다는 강박관념을 버리지 않는 한 남성들은 계속 여성의 노예, 노리개감이 될 것이라고 지적했다. 2013년 3월 14일 각종 데이에 받기만 하는 여자들을 비판하면서도 그는 무조건 착한 남성들을 비판하기도 했다. 그는 "발렌타인 데이 때 초콜릿 받고 화이트 데이 때 명품백 등 고가의 선물로 '보답'해야만 교제가 가능한 여자와 데이트 중입니까?"라며 "그런 여자와 결혼을 전제로 사귀고 있는 거라면 당신은 병신입니다"라고 말했다. 그는 남성 해방론을 거듭 주장, 남자들이 더 이상 결혼과 연애에 연연하지 말아야 한다고 주장하고, 자유로운 한 사람의 인간으로 거듭나기를 촉구했다. 또, 정 결혼을 하고 싶다면 국제결혼 쪽으로도 눈을 돌려보라고 강조했다. 외국 여성과 결혼한다고 해서 잘못될 것은 없다며, 다만 그 사람이 한국에 정말 살려고 오는지, 돈만 받고 가출할 여자인지에 대한 검증은 철저하게 해야 한다고 주장했다.

### 가부장제 비판
성재기는 가부장제를 비판하지만 가모장제가 되는 것도 역시 반대한다고 지적했다. 2012년 3월 8일 성재기는 가부장제로 돌리는 것은 반대한다며 하지만 가부장제가 싫다고 가모장제를 하는 것은 미친 짓이 아니냐며 비판하였다. 그는 고작 가부장제를 철폐하고 호주제를 없앤 결과물이 이런 것이었느냐고 주장했다.
가정 경제권이 안방으로 넘어가고 부터였다. 월급이 고스란히 부인 통장으로 입금 되면서 수많은 남편들이 아내에게서 용돈을 타써 눈치를 봐야하는 지경이 되었다. 성재기는 이미 가부장제는 사라졌는데 왜 가부장제의 유령을 들먹이면서 싸우느냐, 일부 가부장주의자가 있기는 하지만 그것은 일부 극소수의 일이며 대부분은 힘들게 일하고 돌아와서도 전업주부든, 직장여성이든, 그냥 노는 여성이든 상관없이 무조건 빨래, 설거지까지 다 떠맡는다며 그럴 수 밖에 없다고 지적했다.
자연히 아이들도 돈 드는 모든 일에 엄마 손을 쳐다보게 되고 아버지의 존재는 그저 돈 벌어다주는 일벌의 역할로 전락되다시피 한 가정이 불어난 것이다. 성재기는 이미 집안은 엄마들, 어머니들의 목소리로 집안이 좌지우지되는 환경에 이르렀는데 무슨 가부장제냐고 지적했다. 그는 극성맞은 자식들 교육열, 자식 교육을 위해서 위장전입에, 가정 경제가 휘청거릴정도로 돈까지 들여서라도 무조건 투자하는 이런 어머니들이 가부장이냐고 반박했다.
2012년 5월 8일에도 그는 가부장제가 싫다고 가부장의 권한을 어머니에게 갖다주는 것은 잘못이라며, 가족 구성원 개개인에게 동등한 발언권을 줘야 하지 않느냐고 주장했다. 다만 성재기는 자녀들은 아직 미성년자라서 의사판단이 어려운 만큼 부모가 조언을 해주어야지 부모가 일방적으로 명령하고 강요하는 것은 폭력이라고 지적했다. 그는 일부 어머니들의 교육열, 자녀들의 의견을 존중하지 않고 어머니 본인의 뜻대로 가정을 좌지우지하는 것을 지적했다. 성재기는 가부장제 싫다고 호주제 폐지하고, 군가산점 없애고, 가부장을 비난한 결과가 고작 이런 것이냐고 항변했다.

### 마초주의 비판
2000년대 초부터 그는 남성에게 성 역할을 강요하는 것이야말로 남자들에 대한 폭력이라고 지적하였다. 모든 남성이 반드시 이렇게 해야 한다는 것은 헌법에도 없는 것이라며 자신의 가치관과 고정관념을 다른 사람에게 강요한다며 이를 비판했다. 또한 여성을 무조건 약자로 보고 배려해야 된다는 사고방식은 남성 중심에서 바라본 가부장적 사고방식이자 마초적인 발상이라고 반복해서 비판, 강조해왔다. 성재기는 마조추의와 가부장제, 집단주의, 전체주의가 개인에게 가하는 폭력은 심각하다며, 마초주의, 가부장제, 전체주의, 집단주의 대신 개인주의와 자유주의가 그 대안이 되어야 한다고 역설했다.
또한 그는 꼴마초들의 '멋있는 척 하기' 때문에 힘없는 보통 남자들이 죽어나는 것이다 라며 마초주의를 비판하였다. 그는 여성을 약자로 보고 보호하자는 것이 여성의 능력을 폄하하는 진정한 마초라 지적하였다. 마초 몇 명의 착한 척, 잘난 척이 죄없는 다른 남성들을 죽인다는 것이다. 그는 왜 남자는 멋진 남자가 되어야 하느냐며 멋진 남자가 되고 싶으면 혼자 멋진 남자 노릇 하라, 죽고 싶으면 너 혼자 죽으라며 다른 남자들을 못난 남자, 찌질이로 몰고 가는 짓을 중단할 것을 촉구해왔다.
그는 1990년대 이후 남성 못지 않은, 남성보다 더한 공격성과 호전성을 지닌 여성 마초들도 급증했다고 지적했다. 그는 이런 호전적인 여성 마초들의 병적인 남성 혐오는 여성 해방 운동이 아니라 여성화된 마초이즘, 여성 파시즘에 지나지 않는다고 거듭 지적했다.
2013년 7월 25일 투신 직전의 성명서에서도 성재기는 "여성에게만 집중되는 과도한 혜택을 남성에게도 나누어야 한다고 하면, 우리는 꼴마초라고 비난받았습니다."라며 남성주의 운동은 남자의 권리, 남자 해방 운동이지 마초주의를 지향하는 것은 아니라고 주장했다. 또 그는 "남녀가 평등하게 더치페이하고, 남성도 전업주부할 수 있는 환경을 만들어야 한다고 하면 우리는 찌질이라고 비난받았습니다."고 지적했다. 성재기에 의하면 마초주의와 전체주의, 가부장제가 교묘하게 결탁하여 남성들을 더욱 목조르고 괴롭힌다고 거듭 강조했다.
그는 항상 여성도 남성 못지 않은 능력과 가능성을 가진 인간이라 역설하였다. 여성을 약자로 보는 것은 마초적 발상이자 오만무례한 편견이며, 여성을 약자로 취급하는 것은 곧 여성의 능력, 권리에 대한 무시이며, 마초적 폭력이라고 거듭 역설하였다.

### 성적 소수자에 대한 입장
성 대표는 "동성애나 게이등에 대해 어떻게 생각하냐"고 묻는 질문에 "조장은 안되지만 저는 충분히 성적소수자들은 약자잖아요. 이해하고 배려할 수 있어야. 권리를 배려받을 수 있다고 생각합니다."라고 말했다.

### 기타 활동
2013년 1월에는 정부 주도로 관공서에서 여성기업제품 구매의무화하는 정책을 철회할 것을 요청하였다. 2013년 2월 10일부터 대림미술관 화장실문 부착광고를 시정 요청하여 2월 20일 성사시켰다.
2012년 11월부터는 올림픽 수영장 평일 오전 여성전용 운영은 남성 차별이라며 시정을 요구하였다. 11월 19일 올림픽 수영장측에 전화하였으나 거절당하자 11월 20일 정식 공문을 발송하였다.
11월 20일 한국체육산업개발㈜에서 '평일 오전을 ‘여성 전용’으로 운영하는 이유가 평일 오전 이용객의 대부분이 ‘주부’이기 때문이며, 남성의 경우 대부분 직장 및 사회활동으로 해당 시간의 이용률이 현저하게 낮기 때문이며, 인근지역의 수영장 들 또한 운영상의 이유, 즉 영리의 극대화를 위하여 평일 오전을 ‘여성 전용’으로 운영하고 있다는 답변에 대하여 납득하기 어렵다'며 2차 시정 건의문을 보냈다. 한편 그는 2012년 9월 16일 국가인권위원회에 남성 회원들의 출입 제한은 성 차별이므로 시정조치시킬 것을 진정하였다. 그러나 11월 7일과 11월 21일 인권위 심사에서 기각되었다.
2012년 12월부터는 서강대학교 여성전용 휴게실 운영관련 남성전용 휴게실도 신설할 것을 촉구하였다.

## 논란
여성혐오론자라고 비판 받았다. 그는 트위터 등에서 일부 여성의 이기심을 비판하는 것이 어떻게 여성 혐오냐고 항변하였다.

### 여성 혐오 딱지에 대한 반론
그는 자신이 여성을 혐오하지 않는다고 트위터에 거듭 밝혀왔다. 그러나 그는 여성혐오론자로 몰렸다.
2013년 1월의 딴지일보와의 공개 인터뷰에서 그는 '서로가 접점을 찾아서 그렇게 살았으면 좋겠어요 나는. 내 어머니가 나를 낳고 지금껏 키웠고요. 우리 마누라가 바톤을 받아서 지금까지 나를 양육하고 있다고 생각해요. 어머니에 대한 존경. 내보고 여성혐오라 하는데. 길거리에 오바이트 해 놓잖아요. 그럼 오바이트 해놓은 거 그거 뭐 먹었나 자세히 볼 수 있어요? 못 보잖아요. 혐오스럽잖아요. 더럽잖아요.'
그는 길에 누군가 구토한 것을 보고 어느 음식을 먹었는지 확인할 수도 없고, 확인하기도 싫은 것이다. 상대방의 속내를 어떻게 쉽게 알고 단정하느냐며 분개하였다. 그는 딴지와의 인터뷰에서 '내가 여성을 혐오한다면 이렇게 디테일하게 비판할 수 있을 것 같습니까? 아니죠. 나는 여성을 진심으로 존경하고 사랑해요. 그리고 여자들 좋아합니다. 여자들 정말 좋아한다구요.'라고 밝히기도 했다. 그는 자신을 여성혐오가 아니냐는 세간의 지적에 대해, 일부 여성의 이기심을 비판하는 것이 어떻게 여성 혐오냐고 거듭 항변하였다.

### 생리휴가 특권 논란
그는 한국 여성들에게만 지급되는 생리휴가가 지나친 특혜라고 여러번 지적했다. 2012년 11월 13일에 그는 공개 석상에서 생리휴가, 월경권이 여성에게 부여된 특혜라고 비판하였다. 성재기는 "페미(니스트)들이 월경권(생리휴가)을 달라는 것은 한국여자가 보슬아치라는 사실을 확정등기하는 것"이라며 "행하는 의무와 책임에 비례해 권리와 혜택이 배분되는 사회가 가장 합리적인 이성국가인데, (생리휴가는)성별로 권리를 정해 다른 성을 영원히 배제하고 봉건 사회의 신분제로 하자는 것"이라고 성토하였다. 그는 여성들은 병역의 의무를 사실상 수행하지 않고 남성들의 희생에 의해 보호받고 있으면서 그것이 고마운 줄 모른다며 이보다 더한 후안무치, 적반하장이 어디있느냐고 주장했다. 그는 병역의 의무도 이행하지 않으면서 생리휴가를 달라고 하는 것은 지나친 무책임과 이기심의 발상이라고 공박했다.
그는 월경권이나 생리휴가가 여성에게만 부여된 특혜이자 남자들에 대한 역차별임을 지적했다. 성재기 대표 발언에 대해 누리꾼들의 반응은 각양각색이었다. 주로 일베를 중심으로 한 남초 온라인 커뮤니티에서는 "성재기님이 속 시원하게 간지러운 부분을 긁어줬다" "김치녀 된장녀들은 욕하겠지만 성재기 말이 옳다" "성재기가 바로 영웅" 등의 반응이 보이기도 했다. 그는 과거 생리에 대한 보호론 주장은 모성 보호의 취지로 시작된 것이라며, 이미 결혼하지 않는 싱글 여성들이 젊은여성 열 명 중 3~4명인데 대체 보호해야 할 모성은 있느냐고 지적했다.
하지만 "나도 남자지만 성재기 말이 이해가 안 된다" "여자한테 왜 저렇게 억하심정이 있는지 모르겠다" "나도 남자인데 성재기같은 대표 둔 적 없음" "오늘 소개팅 있는데 남성연대 소속이면 어쩌지?" "유럽의 백인 우월단체 보는듯" 등 부정적 반응도 있었다. 성재기는 이러한 주장에 대해 나도 당신들의 의견까지 대변할 마음은 없다며 모든 사람이 같은 생각을 해야 된다는 것부터가 반(反) 민주적인 발상이라고 맞받아쳤다.

### 남성 성욕 혐오론 비판
2011년 11월 KNS 뉴스통신과의 인터뷰에서 그는 "몇 년 전 방송에서 반신불수지만 성기능이 살아있는 남성 장애인이 말하기를 ‘죽기 전에 딱 한 번만 살아있는 여성과 성관계를 할 수 있다면 관계를 마치고 바로 죽어도 좋다’고 했다. 그만큼 남성의 성욕은 늙어 죽을 때까지 가져가는 무거운 바위와도 같다"고 예를 들며 남성의 성 욕구에 대해 설명했다. 성재기는 또 중년 여성들이 남편의 정력 때문에 불만이 많은데, 이렇게 남자들의 성욕 자체를 20년 넘게 범죄취급하고 스스로 숨기고 꺼리게 만들면서 무슨 불만을 품느냐고 질타했다.
또한 한국인 여성들의 해외 원정 성매매가 이슈가 되는 것에 대해 "수요가 있어서 공급이 있다고 한다면 해외성매매는 어떻게 설명할 것인지. 한국인 남성들의 수요를 공급하다 못해 남아돌아서 해외 남성들의 성수요까지 공급해주는 것인가"라고 비판하며 "일반적인 재화는 수요가 공급을 창출하지만 성과 같은 재화는 공급이 수요를 창출한다"고 주장했다. 그는 남자라면 누구나 성욕을 품고 있다며, 모든 남성이 금욕주의자가 될 필요는 없다고 지적했다.
성재기는 늘 강연과 인터뷰 등을 통해 남성이 성욕을 가진 것은 수치스러운 것이 아니다, 당연한 것이라고 지적했다. 그 성욕으로 인해 범죄를 저지르지 않는 이상 성욕 때문에 비난받아야 할 이유는 없다고 덧붙였다. 그는 2011년 11월 한 언론과의 인터뷰에서 "(2011년 3월의) '성명서' 논란에 대해 우리가 얘기하고 싶은 것은 '과연 성매매 특별법이 유효해야하는 법인가'이다"라고 강조했다. 남성에게 불리한 성매매특별법 하나를 유지하기 위해 사회적인 경비가 엄청나게 소모될 뿐 아니라 수 많은 남성들을 억울한 전과자로 만들고 있다는 점을 지적했다. 그는 성욕 자체가 범죄라면 애도 낳지 말아야 된다는 답이 나온다고 덧붙였다.
그는 남자를 배려할 줄 모르고 의존만 하려 들며, 이기적이고 피곤한 스타일인 지금 1990년대, 2000년대의 20~40대 한국 여성들에 대해 남자들은 더 이상 매력을 느끼지 못한다. 지금 1990년대, 2000년대의 20~40대 한국 여성들처럼 이기적이고 피곤한 스타일의 여성들에 대해 남성들도 더 이상 흥미를 잃고 있으며 그 결과는 수년 내로 등장할 것이다. 벌써 만화 애니메이션 게임 영화 음란물 등 여자와의 연애, 결혼을 대체할 수단은 많아졌다고 지적했다.

### 유급 알바생 고용 논란
10여 명의 자원봉사자로 현장 활동, 홍보, 문건 작업 등에 문제가 있다고 본 그는 2013년 3월부터 공지, 유급 직원을 고용하였다. 그러나 유급 직원이자 일베저장소 회원이었던 최모는 그해 5월 자신이 월급을 받지 못했다고 일베저장소에 올리기도 했다. 이 내용에는 "양성평등연대(구 남성연대)에서 털리고 나온 애들이 뭉쳐서 남성 인권운동 단체를 만든다"는 내용도 포함됐다.
2013년 5월 월급 체불을 이유로 양성평등연대(구 남성연대)의 노트북을 무단으로 들고 나간 최모는 일베저장소 짤방게시판에 그가 여론 조작을 사주했다는 내용의 글을 올렸다.

### 여론 조작 문건 논란
2013년 5월 월급 체불을 이유로 남성연대의 노트북을 무단으로 들고 나간 최모는 일베저장소 짤방게시판에 그가 여론 조작을 사주했다는 내용의 글을 올렸다. 일베저장소 그는 "남성연대 '여론조작 방법' 공식 문건"이라고 주장하는 문서를 이미지로 첨부했다. 이 일베 회원은 "내가 말하고 싶은 건 단지, 남성연대라는 조직이 너희들이 알고 있지 못했던 부분"이라며 "내부의 썩은 부분과 그동안 얼마나 많은 젊은 청춘들이 속고 살았는지 그걸 말하고자 한다"고 밝혔다.
이에 성재기는 "참 어이없는 내용입니다. 남성연대는 자원봉사자들이 수시로 들락거리고 그 때마다 남성연대 활성화 방안 등에 대해 제시하곤 하는데, 그 중 하나의 문건이었던 것 같습니다."라고 반박했다.
성재기에 의하면 "제안자를 추적해보니 작년부터 남성연대에 열성적으로 자원봉사를 하다, 올해 캐릭터사업을 하기 위해 자원봉사를 그만 둔 한분이 제안한 내용인 것 같습니다만, 당시에도 웃고 말았던, 그래서 폐기된 제안이었는데 어느 하드에 있는 것을 최모님이 찾아서 올렸는지 알 수가 없습니다. 남성연대의 공식적인 활동과는 전혀 무관한 내용이었습니다."고 해명하였다.

## 같이 보기
| - 양성평등연대(구 남성연대) - 표현의 자유 - 고려대 의대생 성추행 사건 - 남자만의 병역의무 부과 사건 - 서정범 성폭행 루머 사건 - 경희대 패륜녀 사건 - 대한민국 여성부 - 군필자 가산점 제도 - 성 차별 - 주병진 - 정채기 | - 남성주의 - 자유주의 - 아청법 - 게임 셧다운제 - 서정범 - 김동근 - 한승오 - 김재경 - 박지향 - 대한민국 여성가족부 - 꽃뱀 | - 군 가산점 - 대체복무제 - 호주제 - 성매매 특별법 - 페미나치 - 전투적 여성주의 - 서갑숙 - 정치의 자유 - 사상의 자유 |